# Puycasquier
Puycasquier (Puicasquèr en gascon) est une commune française située dans l'est du département du Gers en région Occitanie. Avant 1790, le village était inclus dans la vicomté de Fézensaguet. Sur le plan historique et culturel, la commune est dans le Pays d'Auch, un territoire céréalier et viticole qui s'est également constitué en pays au sens aménagement du territoire en 2003.
Exposée à un climat océanique altéré, elle est drainée par l'Auroue, l'Orbe, la Petite Auroue, le ruisseau de Touron et par divers autres petits cours d'eau. La commune possède un patrimoine naturel remarquable composé d'une zone naturelle d'intérêt écologique, faunistique et floristique.
Puycasquier est une commune rurale qui compte 428 habitants en 2022. Elle fait partie de l'aire d'attraction d'Auch. Ses habitants sont appelés les Puycasquiérois ou Puycasquiéroises.
Le patrimoine architectural de la commune comprend deux immeubles protégés au titre des monuments historiques : la halle, inscrite en 1973, et l'église, inscrite en 1977.

## Géographie

### Localisation
Puycasquier est une commune de Gascogne située près de la source de l'Auroue.

### Communes limitrophes
Les communes limitrophes sont Augnax, Crastes, Mansempuy, Maravat, Miramont-Latour, Pis, Saint-Antonin, Taybosc et Tourrenquets.
| Pis, Miramont-Latour | Taybosc     | Maravat       |
| Tourrenquets         | Puycasquier | Mansempuy     |
| Crastes              | Augnax      | Saint-Antonin |

### Géologie et relief
Situé sur une colline de 263 m d'altitude, le village de Puycasquier est l'un des points culminants du département du Gers. Placé en hauteur et dominant toute la campagne alentour le site du village de Puycasquier se repère de loin. Avec la hauteur de La Pipane au sud et au nord-ouest celle où se trouve le château de Saint-Pé, il constitue un point géodésique « remarquable » (un « X » scellé au bas du mur Nord de l’église en indique l’emplacement exact)., il a servi encore à la fin du XXe siècle de repère pour des manœuvres militaires. L’escarpement rend l’endroit facilement défendable et aisé à fortifier.
Puycasquier se situe en zone de sismicité 2 (sismicité faible).

### Hydrographie

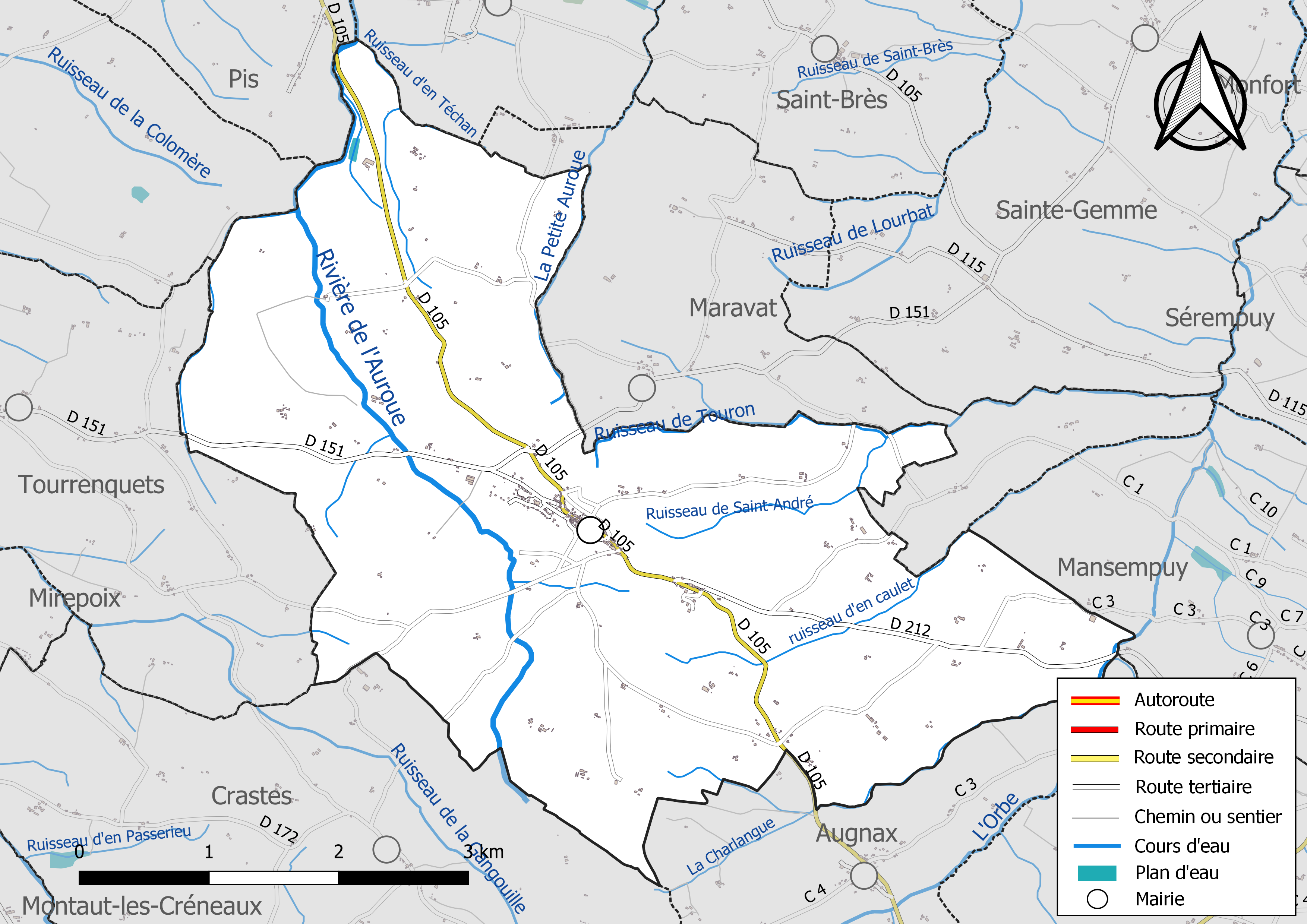
Réseaux hydrographique et routier de Puycasquier.

L'Auroue a sa source au nord et au pied de la colline, site du village de Puycasquier. C'est une rivière dont le cours s'étend sur 64 km et c'est la seule qui prenne naissance à l'intérieur du département du Gers, car à la différence de toutes les autres, elle ne remonte pas au plateau de Lannemezan. À 11 km de son origine, elle reçoit à gauche un affluent plus fort et plus long qu'elle, qui prend sa source également de la colline de Puycasquier, mais au sud-ouest; à droite sa vallée est dominée par des collines qui portent des ruines de châteaux. Après avoir reçu à gauche l’Esquerre, venu des collines de Castelnau-d'Arbieu, la rivière double de volume et décrit des méandres. Après 51 km de cours, par 74 m d'altitude, l’Auroue forme la limite (sur 10 km) du département du Gers et de Lot-et-Garonne, et va se jeter dans la Garonne, à Saint-Nicolas-de-la-Balerme, à 50 m au-dessus du niveau de la mer

### Climat
Pour des articles plus généraux, voir Climat de l'Occitanie et Climat du Gers.
En 2010, le climat de la commune est de type climat du Bassin du Sud-Ouest, selon une étude s'appuyant sur une série de données couvrant la période 1971-2000. En 2020, Météo-France publie une typologie des climats de la France métropolitaine dans laquelle la commune est exposée à un climat océanique altéré et est dans la région climatique Aquitaine, Gascogne, caractérisée par une pluviométrie abondante au printemps, modérée en automne, un faible ensoleillement au printemps, un été chaud (19,5 °C), des vents faibles, des brouillards fréquents en automne et en hiver et des orages fréquents en été (15 à 20 jours).
Pour la période 1971-2000, la température annuelle moyenne est de 13 °C, avec une amplitude thermique annuelle de 15,6 °C. Le cumul annuel moyen de précipitations est de 725 mm, avec 10,1 jours de précipitations en janvier et 5,7 jours en juillet. Pour la période 1991-2020, la température moyenne annuelle observée sur la station météorologique la plus proche, située sur la commune d'Auch à 17 km à vol d'oiseau, est de 13,5 °C et le cumul annuel moyen de précipitations est de 695,8 mm,. Pour l'avenir, les paramètres climatiques de la commune estimés pour 2050 selon différents scénarios d'émission de gaz à effet de serre sont consultables sur un site dédié publié par Météo-France en novembre 2022.

### Milieux naturels et biodiversité

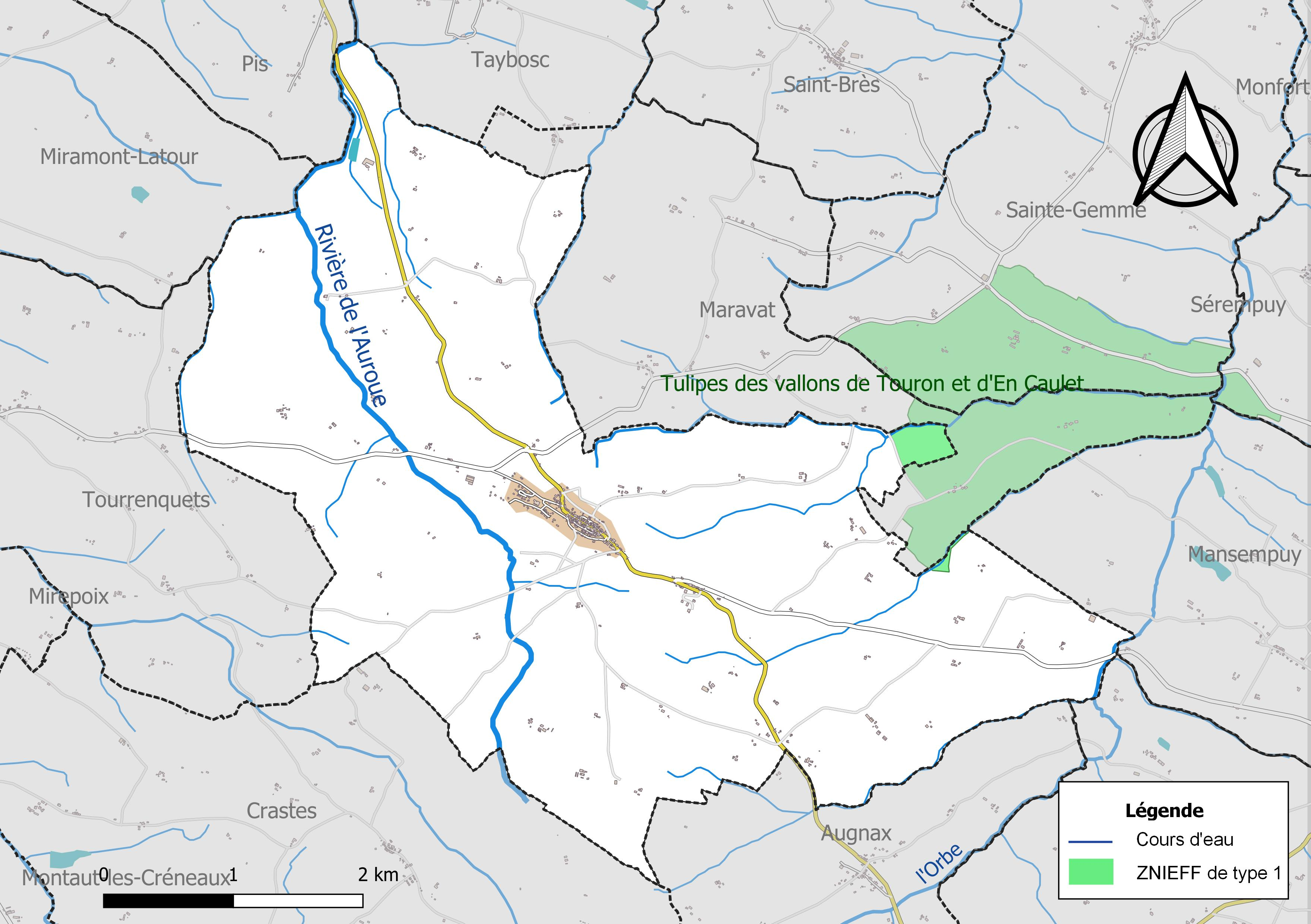
Carte de la ZNIEFF de type 1 localisée sur la commune.

L’inventaire des zones naturelles d'intérêt écologique, faunistique et floristique (ZNIEFF) a pour objectif de réaliser une couverture des zones les plus intéressantes sur le plan écologique, essentiellement dans la perspective d’améliorer la connaissance du patrimoine naturel national et de fournir aux différents décideurs un outil d’aide à la prise en compte de l’environnement dans l’aménagement du territoire.
Une ZNIEFF de type 1 est recensée sur la commune :
les « tulipes des vallons de Touron et d'En Caulet » (345 ha), couvrant 5 communes du département.

## Urbanisme

### Typologie
Au 1er janvier 2024, Puycasquier est catégorisée commune rurale à habitat dispersé, selon la nouvelle grille communale de densité à sept niveaux définie par l'Insee en 2022.
Elle est située hors unité urbaine. Par ailleurs la commune fait partie de l'aire d'attraction d'Auch, dont elle est une commune de la couronne,. Cette aire, qui regroupe 112 communes, est catégorisée dans les aires de 50 000 à moins de 200 000 habitants,.

### Occupation des sols
L'occupation des sols de la commune, telle qu'elle ressort de la base de données européenne d’occupation biophysique des sols Corine Land Cover (CLC), est marquée par l'importance des territoires agricoles (96,6 % en 2018), en diminution par rapport à 1990 (98 %). La répartition détaillée en 2018 est la suivante : 
terres arables (95 %), forêts (2,1 %), zones agricoles hétérogènes (1,5 %), zones urbanisées (1,3 %), prairies (0,1 %). L'évolution de l’occupation des sols de la commune et de ses infrastructures peut être observée sur les différentes représentations cartographiques du territoire : la carte de Cassini (XVIIIe siècle), la carte d'état-major (1820-1866) et les cartes ou photos aériennes de l'IGN pour la période actuelle (1950 à aujourd'hui).

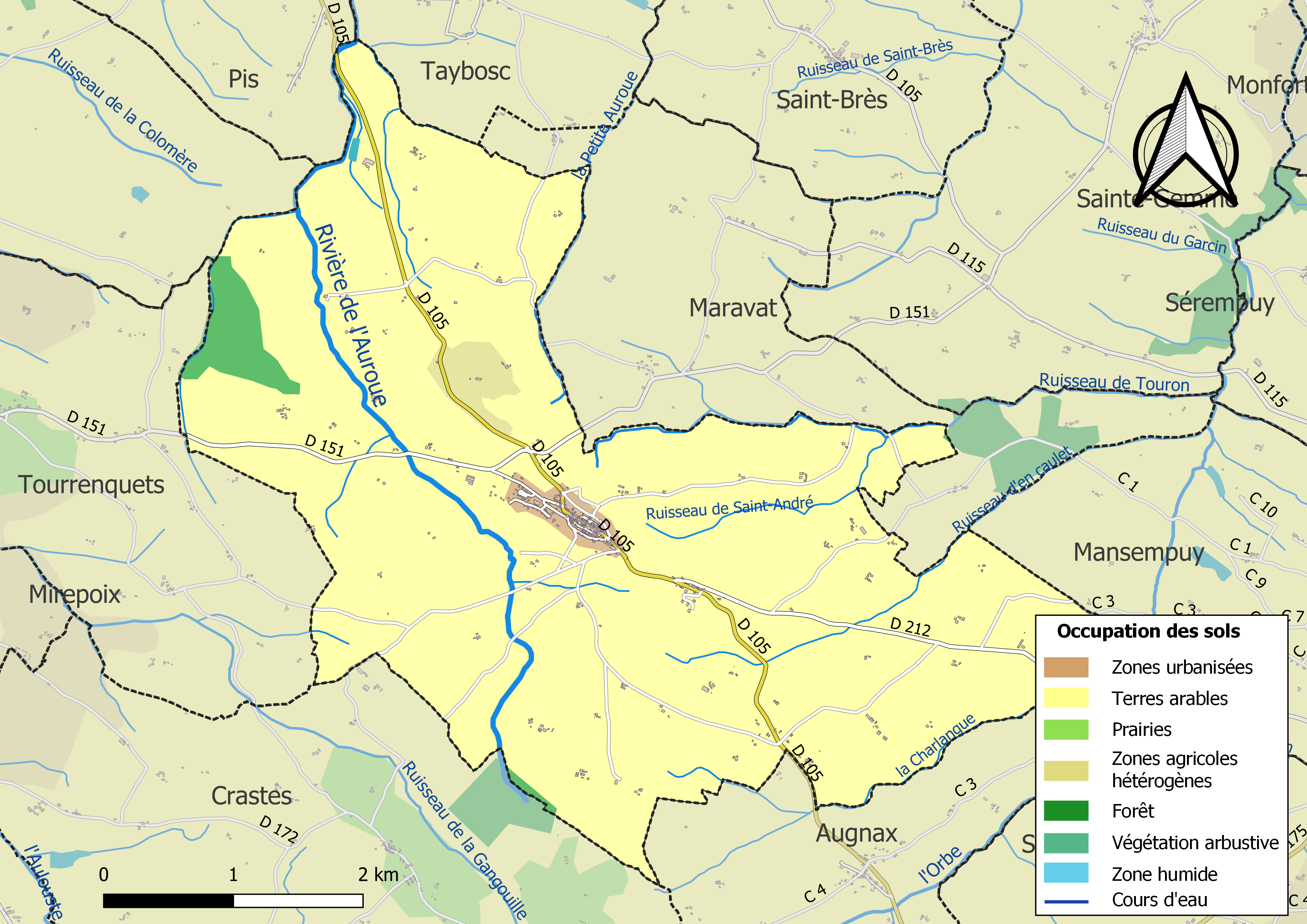
Carte des infrastructures et de l'occupation des sols de la commune en 2018 (CLC).

### Morphologie urbaine

#### Des aménagements successifs
La « flaque »
À l’est du village, du côté nord de l’avenue du Picadé à proximité de l’ancien presbytère et face au poids public se trouvait une mare ou « flaque ». Elle servait d’abreuvoir pour le bétail et la volaille et éventuellement de lavoir. Par mesure de sécurité, on a clôturé la « flaque » en 1868 et elle a finalement été comblée dans les années 1980[source insuffisante].
Le foirail
Jusqu’aux années 1970, face à l’ancien presbytère se trouvait un espace spécialement consacré au marché du gros bétail. C’était un pré, muni de barres où les maquignons qui les vendaient pouvaient les attacher pour les exposer aux acheteurs éventuels. La présence du poids public (ou « bascule ») à proximité était un autre élément utile. Jusqu’aux années 1950, la vente des bovins et des chevaux a été une activité importante à Puycasquier. En témoigne le premier bâtiment du village du côté nord, après l’ancien presbytère, à l’Est, en venant du Picadé : il a une allure caractéristique d’étable et même plus précisément d’écurie. L’abandon de l’utilisation des animaux de trait, conséquence de la mécanisation des travaux agricoles, à partir du milieu du XXe siècle explique largement le délaissement du foirail. Il servit alors essentiellement de terrain de jeu aux enfants du village qui aimaient beaucoup les barres, à cause des acrobaties qu’elles leur permettaient de faire. À l’emplacement de ce foirail a été construit le bâtiment abritant en 2017 la bibliothèque municipale et une partie des locaux de l’école. On y a aussi aménagé, à l’arrière du monument aux Morts, un espace ombragé avec banc et table de pique-nique au débouché du « chemin de ronde » qui marque l’emplacement des anciens remparts et permet de faire à pied le tour du village[source insuffisante].

### Voies de communication et transports
Une très ancienne voie de circulation passait vraisemblablement par Puycasquier. En tout cas, avant la révolution de 1789, à l'entrée du village existait un hôpital St-Jacques. On peut supposer que Puycasquier se trouvait sur une « déviation » de l’une des routes du fameux pèlerinage de Saint-Jacques de Compostelle que justifierait la présence le sanctuaire de Gaillan auquel permet d’accéder le chemin dit "du Jaquet", nom donné traditionnellement aux pèlerins en marche vers Saint-Jacques de Compostelle. On sait que la voie de Provence appelée aussi voie d’Arles ou de Toulouse s’était infléchi au sud à la suite de la fondation de la bastide de Gimont

### Risques majeurs
Le territoire de la commune de Puycasquier est vulnérable à différents aléas naturels : météorologiques (tempête, orage, neige, grand froid, canicule ou sécheresse) et séisme (sismicité très faible). Un site publié par le BRGM permet d'évaluer simplement et rapidement les risques d'un bien localisé soit par son adresse soit par le numéro de sa parcelle.

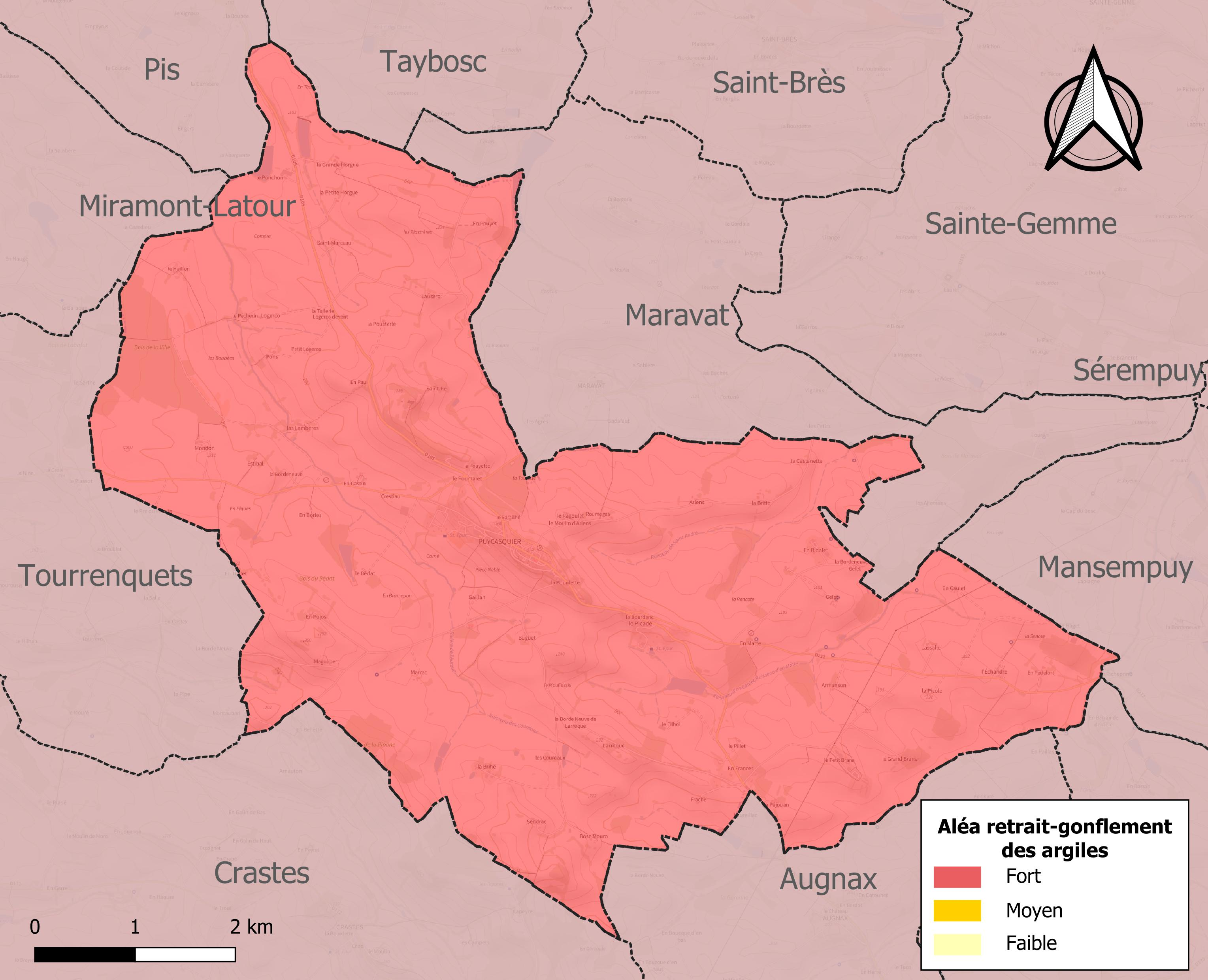
Carte des zones d'aléa retrait-gonflement des sols argileux de Puycasquier.

Le retrait-gonflement des sols argileux est susceptible d'engendrer des dommages importants aux bâtiments en cas d’alternance de périodes de sécheresse et de pluie. La totalité de la commune est en aléa moyen ou fort (94,5 % au niveau départemental et 48,5 % au niveau national). Sur les 242 bâtiments dénombrés sur la commune en 2019, 242 sont en aléa moyen ou fort, soit 100 %, à comparer aux 93 % au niveau départemental et 54 % au niveau national. Une cartographie de l'exposition du territoire national au retrait gonflement des sols argileux est disponible sur le site du BRGM,.
Par ailleurs, afin de mieux appréhender le risque d’affaissement de terrain, l'inventaire national des cavités souterraines permet de localiser celles situées sur la commune.
La commune a été reconnue en état de catastrophe naturelle au titre des dommages causés par les inondations et coulées de boue survenues en 1999, 2009 et 2018. Concernant les mouvements de terrains, la commune a été reconnue en état de catastrophe naturelle au titre des dommages causés par la sécheresse en 1989, 1996, 1998, 1999, 2003, 2011, 2016 et 2017 et par des mouvements de terrain en 1999.

## Toponymie
Le nom de Puycasquier apparaît sous la forme abrégée de « Puer » ou « Puyer », qui dérive assez certainement du mot gascon signifiant « sommet ». Le lieu-dit « La Pouyette » en contrebas du village à l’ouest et qui signifie « petit sommet » est possiblement une trace de cette ancienne appellation. Puycasquier apparaît aussi — mais cela semble exceptionnel — sous la forme Casquerio.

## Histoire

### Préhistoire et Antiquité
L'archéologie atteste que le territoire de la commune de Puycasquier a été habité et travaillé au moins dès l’époque gallo-romaine.
En effet, dans le fond de vallée, au confluent de deux petits cours d'eau, où se trouve l’église de Gaillan, on a découvert des morceaux de tuiles romaines (tegulae), des fragments de mosaïques, ainsi qu’une monnaie du IIe siècle de l’ère chrétienne et un médaillon ornemental. Ce médaillon haut de 10 cm, représente le buste d’une déesse et devait constituer l’un des éléments d’un coffre, d’un lit ou de la caisse d’un char. La date, les circonstances et les inventeurs de cette découverte ne sont pas précisés dans nos sources. Par ailleurs, au domaine de La Horgue, on a trouvé, vers 1950, dans la cour de la maison d’habitation, une sépulture datant de l’époque mérovingienne (VIIe siècle). Les caractéristiques techniques ainsi que le motif décoratif de la plaque de ceinture en bronze travaillé qu’elle contenait ont permis de déterminer cette date, ainsi que l’origine wisigothique de cet objet. Ce qui concorde avec la présence attestée de Wisigoths aux alentours. L’analyse archéologique permet de supposer qu’il y avait, à cet endroit, une villa gallo-romaine dont les ruines ont été utilisées, au début du Moyen Âge, comme cimetière. Le fait qu’une unique tombe de ce genre ait été découverte et que cette plaque de ceinture elle-même en constituait le seul élément décoratif suscite bien des questions auxquelles les spécialistes ne peuvent apporter de réponses pour le moment.

### Moyen Âge

#### Une bastide présumée
On est à peu près sûr également que le site du village a changé, passant du fond de vallée de Gaillan, à la butte sur laquelle se trouve aujourd'hui l'agglomération de Puycasquier. Certains des Puycasquiérois cependant étaient condamnés à vivre à l’écart du village et de ses habitants. On les nommait « cagots » ou « capots » ou encore « crestians ». Le domaine au lieu-dit « Crestian » à l’ouest du village, sur la route de Tourrenquets, marque certainement l’endroit où l’un (ou plusieurs) d’entre eux résida (résidèrent). On ne sait, en effet, ni combien de personnes, ni combien de générations, furent concernées par cette situation de relégation. Selon la tradition il s’agissait de lépreux ou de descendants de lépreux et cela justifiait leur isolement. Le domaine du Crestian à Puycasquier se trouve non loin de la « fontaine du Crestian » qui devait être réservée à l’usage exclusif de ceux dont on craignait la proximité et la contamination. Mais les choses étaient un peu plus compliquées en réalité. Il faut envisager également une configuration possible du Puycasquier ancien incluant le château de Saint-Pé. Primitivement il se trouvait à l’emplacement du cimetière et de la chapelle de Gaillan d’aujourd’hui. La tradition orale le rapporte. Les vestiges archéologiques découverts là accréditent ce fait. Peut-être y avait-il au lieu-dit « Les Allemands », au nord du village, à 2 km de Maravat, un autre foyer ancien de population autour d’une église et d’un cimetière aujourd’hui disparus. Ce pourrait être l’emplacement de l’église «appelée à Saint-Blaise» mentionnée dans le cadastre de 1786, mais pas clairement localisée.
Les habitants du premier village seraient venus s’installer sur le piton au XIIIe siècle lorsqu’une bastide y fut établie. Cependant Puycasquier n’est pas répertorié dans la liste « officielle » des bastides. En effet, on ne dispose pas de charte de coutumes spécifique qui en serait la preuve manifeste, alors que c’est le cas pour Montfort ou Fleurance. Mais s’il manque des éléments pour faire de Puycasquier, avec une certitude absolue, une bastide, il existe cependant de fortes présomptions qu’elle en soit bien une. D’abord parce que l’on se trouve dans une zone particulièrement active de création des bastides. Ensuite parce qu’une telle création correspond bien à la ligne de conduite caractéristique du vicomte de Fezensaguet. Le fait d’encourager une concentration de population et de faciliter l’établissement d’une place commerciale signifiait pour lui, concrètement, avoir la possibilité de prélever plus efficacement des taxes et de devenir ainsi plus riche et donc plus puissant. La tenue de marchés et de foires qui a durablement caractérisé Puycasquier et sa halle est très probablement liée à sa nature de bastide. Traditionnellement de nombreux marchands venaient à Puycasquier pour les foires de Sainte-Catherine (25 novembre) et de la Chandeleur (2 février). Des foires moins importantes s'y tenaient une fois par mois d'octobre à mars jusqu’au début des années 1950. Le chemin de Saint-Jacques dont Puycasquier était l'une des déviations facilitait, de surcroît, le déplacement vers le village. Par ailleurs, dans la mesure où une bastide consiste en la création d’un noyau urbain à partir d’un lotissement établi à l’avance, elle présente un plan géométrique. Or un tel plan est bien reconnaissable à Puycasquier. Il est durablement contraignant. En 1757 encore, Blaise Laborde en a encore fait les frais apparemment ; mais ses déboires ne tiennent probablement pas seulement du passé de bastide de Puycasquier. Enfin dans la continuité des « sauvetés » qui les avaient précédées, les bastides étaient le plus souvent des lieux de refuge fortifiés. Ce que l’on sait de l’allure ancienne du village -comme ce que l’on peut observer encore de nos jours- incite décidément à trouver à Puycasquier bien des traits d’une bastide. Certes, on ne retrouve ni tout à fait le modèle aquitain, ni tout à fait le modèle gascon dans le plan d’ensemble. Néanmoins, il y a une « place » centrale occupée par la halle. Elle était sans doute entourée d’auvents (« aubans » en gascon) ou « embans » qui ne subsistent à présent que dans la partie sud. Le village fut durablement muni d’une enceinte fortifiée, nommée « remparts ». On sait que deux portes permettaient d’y pénétrer. On peut facilement les situer aux extrémités de la rue principale qui traverse Puycasquier : la porte du « Haut » à l'Est et la porte du « Bas » (ou « bach » en gascon, à prononcer « bache ») à l'ouest, dominée par le moulin à vent de la Porte. C'est en 1780 que fut donnée l'autorisation de démolir ces portes.

#### Une place-forte convoitée
L’escarpement fait de Puycasquier un endroit aisément défendable et commode à fortifier. L’allure de l’église le rappelle évidemment. La tradition veut qu’il s’agisse du dernier reste du donjon d’un château-fort, détruit lors de l’établissement de la bastide. Une thèse d'archéologie et histoire de l'art, soutenue en 2000, a mis en évidence que la base carrée, construite dans une belle pierre calcaire de moyen appareil qui caractérise le clocher de Puycasquier est aussi présente dans de nombreux clochers de bastides du Gers qui comportent également une semblable base carrée en pierre surmontée d'une partie octogonale plus ou moins élevée, en brique ou en pierre. Dans ce cas, il faudrait considérer cet édifice, non comme le vestige d’un château-fort des vicomtes de Fezensaguet, mais, dès l’origine, une tour de guet ou la principale fortification de l’église, conçue dès l’origine pour assurer la défense des habitants[réf. nécessaire](source : voir Balagna (Christophe), L’architecture gothique religieuse en Gascogne centrale, Thèse de doctorat en Art et Archéologie, sous la direction de la Professeure Michèle Pradalier-Schlumberger, Université Toulouse Jean-Jaurès, 2000, t. 2 (à vérifier), p. 656-662 Puycasquier, église paroissiale Saints Abdon et Sennen ; Puycasquier, église Notre-Dame de Gaillan, p. 663-667).
De plus la présence de plusieurs sources liées à la nature du terrain permet d’envisager de résister assez sereinement à un siège ; pourvu que l’on dispose de réserves. Or la présence de silos enterrés (ou « cros » en gascon) dans les caves de maisons anciennes du village donne à penser que c’était bien possible à Puycasquier.

#### Le statut particulier du Fezensaguet
Issus d’une branche cadette de la maison d’Armagnac, les vicomtes de Fezensaguet, suivant la coutume médiévale, avaient reçu en héritage (apanage) une partie du patrimoine familial en l’occurrence un pan de la Gascogne toulousaine. Ils apparaissent sur la scène politique à une époque où le Sud-Ouest est le lieu de féroces compétitions et de rudes rapports de force entre barons et princes dans le cadre de la guerre de Cent ans. Leur volonté de puissance les conduit à multiplier sur leurs domaines l’installation de bastides car cela signifie concentration de population et dynamisme commercial à coup sûr ; en d’autres termes davantage de taxes et de contribuables potentiels donc la promesse de rentrées d’argent plus importantes. Après la chute de la maison d’Armagnac sous le règne de Louis XI (prise de Lectoure), la vicomté de Fezensaguet avec une partie des domaines du dernier comte d’Armagnac finit par échoir au duc d’Alençon, premier mari de la sœur de François Ier, Marguerite d’Angoulême (1492-1549). De cette union ne naquit aucun enfant, si bien que la jeune veuve, hérita des possessions de son époux. Elle les apporta en dot à son second mari, Henri d’Albret, roi de Navarre. La princesse qui prit désormais le nom de Marguerite de Navarre, fut une grande personnalité du monde des arts et des lettres de la 1re moitié du XVIe siècle et l’un des premiers écrivains de langue française, auteur de la célèbre série de contes intitulée L’Heptaméron. Elle fut aussi une sympathisante de la Réforme protégeant les précurseurs du protestantisme calviniste. Cette sympathie se transmit à son unique fille, Jeanne d’Albret (1528-1572), qui se convertit, elle, officiellement à la « nouvelle religion ». Héritant à la mort de son père du royaume de Navarre qui comprenait… elle entraîna, suivant l’usage, ses sujets dans la foi protestante qui était devenue la sienne. Par conséquent le Fezensaguet devint l’un des lieux privilégiés du développement de la Réforme dans le Sud-Ouest. Une église fut « plantée » à Puycasquier, selon le vocabulaire alors en usage. C’est-à-dire qu’on y célébrait le culte et qu’un pasteur était officiellement au service de la communauté des fidèles. Selon l’abbé Laprade, curé (catholique) de Puycasquier, le protestantisme calviniste resta à Puycasquier un phénomène superficiel, ne touchant qu’une minorité de la population, essentiellement des puissants et des riches. Cependant des éléments incitent à ne pas en être tout à fait aussi sûr.[réf. nécessaire] (source : Philip de Barjeau (Jean), Le protestantisme dans la vicomté de Fezensaguet, L. Cocharaux, Auch, 1891 (réédition revue et augmentée, par les Amis de l’Archéologie et de l’Histoire, Mauvezin 1987)

### Temps modernes

#### Les Guerres de religion et leurs suites
Quoi qu’il en soit, Puycasquier était appelé, au moment des guerres de religion (1562-1598), à devenir un enjeu d’affrontement, de par le statut politico-religieux du Fezensaguet et son site remarquable. En effet, Le fils et héritier de Jeanne d’Albret, Henri de Navarre (1553-1610), protestant comme elle, s’avéra également le seul héritier valable du roi de France, Henri III, sans successeur direct à partir de 1584. Or pour les catholiques extrémistes ou « ligueurs », cette perspective était absolument inacceptable. Si bien que Henri de Navarre dut combattre de longues années (et se convertir finalement au catholicisme), comme on le sait, pour être véritablement reconnu comme Henri IV de France, alors qu’il était devenu théoriquement en août 1589. Ses possessions du Sud-Ouest et le Fezensaguet, parmi elles, lui servirent évidemment de base d’opérations.[réf. nécessaire] (source : Philip de Barjeau (Jean), Le protestantisme dans la vicomté de Fezensaguet, L. Cocharaux, Auch, 1891 (réédition revue et augmentée, par les Amis de l’Archéologie et de l’Histoire, Mauvezin 1987)
Pourtant si l’on est bien renseigné sur la situation à Monfort et à Mauvezin durant la période des guerres de religion, on ne sait pratiquement rien de ce qui s’est exactement passé à Puycasquier. Deux faits seulement sont établis. Le passage d’Henri de Navarre en 1584 et l’installation d’une garnison de sa part (voir les personnalités en lien avec Puycasquier : « le futur Henri IV de passage à Puycasquier le 1er juin 1584 »). Le ministériat de Richelieu (1624-1642), sous le règne de Louis XIII, a été marqué par la répression du parti protestant et le renforcement de l’autorité royale. Cette dernière entreprise que l’on qualifie d’ « absolutisme », comme la précédente, ont été concrétisées par le démantèlement des places fortes, facilitatrices des troubles et de la rébellion lors des guerres de religion et durant les premières décennies du XVIIe siècle. Dans le cas de Puycasquier au moins, l’accomplissement de l’ambition absolutiste du roi de France ne paraît pas avoir été aussi simple et brutal que cela. Certes, en 1626, Jean de Chastenet de Puységur a été diligenté pour une mission d’inspection. Mais celle-ci n’a pas été suivie apparemment d’une démolition systématique. La disparition des murailles de Puycasquier résulte vraisemblablement d’un lent délabrement, conséquence de leur structure en brique et en pisé principalement et du manque d’entretien (source : voir Carsalade du Pont (Jules), « Les places fortes de la Gascogne en 1626-27 », Revue de Gascogne, t. XL, Janvier 1899, p. 454 et p.458-59.). Le « tour de vis fiscal » de Richelieu afin de financer l’engagement de la France dans la guerre de Trente ans (1618-1648) causa, on le sait, des soulèvements, à grande échelle, de paysans excédés dans le royaume. Mais bien avant, les confiscations et les prélèvements pour l’ « entretien des gens de guerre » liés aux désordres de la première moitié avaient déjà lourdement pesé sur les habitants de Puycasquier. La taxation était d’autant plus éprouvante qu’en temps de guerre, elle était complètement arbitraire, à peu près systématiquement brutale et abusivement répétée. Avec le retour de l’ordre royal, les choses n’allaient pas beaucoup mieux. En effet, l’impôt était alors réparti et payé, non pas individuellement, mais collectivement, selon le principe de la « contrainte solidaire » ; c’est-à-dire que si l’un des contribuables faisait défaut, les autres membres de la communauté devaient payer à sa place, en surcroît de leur propre contribution, et quel que soit leur niveau de fortune, pour atteindre la somme exigée de la communauté par les autorités. La période troublée de la régence de Marie de Médicis (de 1610 à 1614) et du début du règne de Louis XIII a été, de toute évidence, rude à Puycasquier et dans le reste du Fezensaguet. L’autorité de Marie de Médicis (et de son principal ministre Concino Concini) suscitait un vif mécontentement et une violente contestation. L’édit de Nantes avait officiellement mis fin aux guerres de religion, en 1598. Toutefois, pratiquement, elles n’étaient pas vraiment terminées ou plutôt la coexistence de deux confessions, la catholique et la réformée (ou protestante) dans le royaume restait mal acceptée. Marie de Médicis, en mariant en 1615, le jeune Louis XIII à une princesse espagnole, Anne d’Autriche, montrait qu’à contre-pied de la politique d’équilibre de son défunt mari Henri IV, elle prenait nettement parti pour le catholicisme. Les protestants étaient inquiets et se mettaient sur la défensive. En 1616, pour « l’entretenement » des garnisons de Mauvezin, le protestant Paul de Luppé, sieur de Castéra-Maravat, gouverneur du Fezensaguet, demanda aux habitants de Puycasquier une « cotisation » de « trois mille et tant de livres ». Mais les Puycasquiérois ne payent pas, si bien que « ledit sieur de Maravat auroict fait faire diverses de gens de guerre en ladite terre de Puicasquier ». Le bétail de la famille Soliraine en aurait spécialement souffert. Les Puycasquiérois furent mis à contribution, pour les indemniser. En 1619, alors que Louis XIII, lui-même fervent catholique lance une grande campagne contre les protestants du sud-ouest, Puycasquier doit abriter - et souffrir visiblement - des troupes que commandent le duc de Mayenne, issu de la célèbre famille ultra-catholique des Guise. En 1631-32, alors que le « parti protestant » a sérieusement été mis à mal, les Puycasquiérois devaient continuer à payer et ils s’en plaignaient. Non seulement il y a ce surcroît de charges, mais, de plus, les mouvements de troupes et le désordre qui s’ensuit perturbaient le travail des champs et entravaient gravement la bonne marche du commerce et des échanges (source : Archives Départementales du Gers, B 51, f°248 v° et 379 et f°625 v° -[1618-1619 : Audiences de la Sénéchaussée d’Armagnac pour le Fezensaguet].- Voir aussi: A. Branet, Les Etats d’Armagnac en 1631-1632, Cocharaux, Auch, 1913, p. 27 et 36). Il y a tout lieu de penser que les habitants de Puycasquier et des alentours s’appauvrissaient et qu’ils s’affaiblissaient même physiquement, à cause de la malnutrition généralisée qui découlait de cette situation. C’est probablement la raison des ravages de la « peste » (nom que l’on donnait alors non seulement à la « peste » proprement dite, mais plus largement à toute maladie contagieuse et terriblement mortifère) qui sévit, à plusieurs reprises à Puycasquier, apparemment, au XVIIe siècle.[Interprétation personnelle ?] C’est l’origine, en tout cas, de la traditionnelle procession à Gaillan du 27 avril (ou dimanche le plus proche de cette date). Mais la date exacte de l’épidémie qu’il commémore n’est pas précisément établie. Mais clairement cela marqua durablement les esprits. En tout état de cause, au XVIIIe siècle les fortifications de Puycasquier sont toujours là mais elles sont croulantes.[réf. nécessaire]

### Révolution française et Empire

#### Une ville «de campagne»
L’analyse approfondie de l’impact de la Révolution (1789-1799) et du 1er Empire (1799-1815) à Puycasquier reste à faire. Ce que l’on peut tenir pour sûr est assez limité. Il n’y a pas, semble-t-il, trace de cahier de doléances rédigé à Puycasquier en vue de la réunion des États généraux de 1789. On sait que le 7 mars 1792, alors que la France tout entière était en proie à une crise politique, économique et diplomatique croissante, à la suite de neuf arrestations, une délégation fut dépêchée auprès des autorités à Auch pour réclamer la libération des détenus : « ils dirent que le peuple était dans la plus grande inquiétude sur le sort des citoyens pris. Ils craignaient que l’inquiétude ne s’aigrit au point que le peuple n’en vint à se porter à toutes sortes d’extrémités pour les délivrer… qu’ils [voyaient] avec peine quelques cavaliers prolonger leur séjour à Puycasquier ; qu’ils se rappelaient avec amertume les avoir vus traversant avec leurs chevaux les champs ensemencés ». Le grand fait établi pour la période révolutionnaire demeure la mise à sac de l’église de Gaillan. La statue en bois de la Vierge Marie qui y était vénérée fut alors livrée aux flammes par des activistes Sans-culottes apparemment. Seule fut sauvée l’une des mains de celle-ci que l’on conserve toujours. Enfin on mentionne, en 1798, des troubles royalistes contre-révolutionnaires à Puycasquier. Faute d’informations suffisantes, il est difficile de se prononcer sur l’opinion générale des habitants durant cette période 1789-1799. Ce qui est vraiment certain, c’est que la mise en place d’une nouvelle organisation administrative a conforté la position-phare que Puycasquier occupait déjà dans le paysage du Fezensaguet. La création, en 1790, des départements dont celui du Gers, au cadre duquel le village se rattachait désormais, amena sa désignation comme chef-lieu de canton (18 mars 1790)[réf. nécessaire].

### Époque contemporaine
Au XIXe siècle, on se déplaçait encore beaucoup à pied, parfois à cheval et en tout cas, au mieux, dans des voitures « tractées » relativement lentes sur des chemins qui étaient pour la plupart simplement empierrés et souvent difficiles. Aussi Puycasquier offrait un centre de services et de commerces « de proximité », selon l’expression employée de nos jours. On y trouvait une brigade de gendarmerie. Son installation justifia une dépense importante de la commune en 1877 pour la construction d’un bâtiment à la fois spécialement adapté au logement des gendarmes et capable d’abriter aussi et les bureaux et la prison indispensables à leur mission, sans oublier une écurie pour les chevaux qui leur servaient de véhicules. C’est l’ancienne gendarmerie que l’on peut voir à l’entrée ouest du village du côté sud. Par la suite l’automobile remplaça le cheval dans l’écurie ; car cette brigade de gendarmerie ne fut supprimée qu’en 1958. Au XIXe siècle, il y avait aussi à Puycasquier un percepteur, un médecin (Dans les années 1880, il s’agit du docteur Dupin qui prête notamment son concours à la publicité pour des produits pharmaceutiques dans le journal La Lanterne : les pilules Benzoïdes et les pilules à la quina Rocher  (texte accessible en ligne sous forme numérisée : www.gallica.bnf.fr 1883/10/29 (N2382) p. 3 et 1885/11/10 (A 9, N3125) p. 4.), un vétérinaire (En 1932, il s’agit du Docteur Capéran, mentionné dans Recueil de médecine vétérinaire, 1932/08, t. 108, n°8, p. 519 (accessible en ligne sur le site www.gallica.bnf.fr)), deux bouchers, deux boulangers, trois épiciers et plusieurs artisans dont : charpentiers, menuisiers et au moins un maréchal-ferrant qui faisait résonner son enclume sous l’ « emban » du sud. Il faut évidemment rappeler que Puycasquier disposait de « services sociaux » particulièrement appréciables dans la France d’avant la première Guerre mondiale (1914-1918). Un modeste mais effectif système d’assistance publique, un équipement scolaire dont il sera question ci-après (Voir « Enseignement. Une tradition scolaire») et enfin, à partir du XXe siècle, du moins, d’équipes et d’équipements sportifs. De plus, Quatre notaires se succèdérent à Puycasquier au XIXe s. : Me Joseph Solirène jusqu’en 1844, puis Me Joseph Barailhé jusqu’en 1858, puis Me Théophile Mazières jusqu’en 1882. Me Jean-Pierre Mazières reprit l’office notarial. Son fils unique Charles compte parmi les « morts pour la France » (mobilisés tués au combat) de la 1ere guerre mondiale honorés sur le monument aux morts de Puycasquier (voir Tierny (Paul) et Pagel (René), Inventaire sommaire des Archives Départementales antérieures à 1790. Gers. Archives civiles. Séries A et B 1ere partie. Sénéchaussée d’Armagnac, J. Capin, Auch, 1909, p. 144.).[réf. nécessaire].

## Politique et administration

### Liste des maires
| Période                                  | Période   | Identité       | Étiquette      | Qualité  |
| ---------------------------------------- | --------- | -------------- | -------------- | -------- |
| Les données manquantes sont à compléter. |           |                |                |          |
| 1979                                     | mars 2001 | André Dugrand  |                |          |
| mars 2001                                | 2020      | Serge Cardonne | sans étiquette | Retraité |
| 2020                                     | En cours  | Louis Turchi   |                |          |

## Population et société

### Démographie
L'évolution du nombre d'habitants est connue à travers les recensements de la population effectués dans la commune depuis 1793. Pour les communes de moins de 10 000 habitants, une enquête de recensement portant sur toute la population est réalisée tous les cinq ans, les populations de référence des années intermédiaires étant quant à elles estimées par interpolation ou extrapolation. Pour la commune, le premier recensement exhaustif entrant dans le cadre du nouveau dispositif a été réalisé en 2007.

En 2022, la commune comptait 428 habitants, en évolution de −6,35 % par rapport à 2016 (Gers : +1,04 %, France hors Mayotte : +2,11 %).
| 1793 | 1800 | 1806 | 1821 | 1831 | 1841 | 1846 | 1851 | 1856 |
| ---- | ---- | ---- | ---- | ---- | ---- | ---- | ---- | ---- |
| 800  | 693  | 757  | 718  | 802  | 814  | 810  | 752  | 735  |

| 1861 | 1866 | 1872 | 1876 | 1881 | 1886 | 1891 | 1896 | 1901 |
| ---- | ---- | ---- | ---- | ---- | ---- | ---- | ---- | ---- |
| 741  | 724  | 708  | 759  | 760  | 744  | 694  | 605  | 619  |

| 1906 | 1911 | 1921 | 1926 | 1931 | 1936 | 1946 | 1954 | 1962 |
| ---- | ---- | ---- | ---- | ---- | ---- | ---- | ---- | ---- |
| 634  | 562  | 534  | 533  | 552  | 571  | 542  | 549  | 506  |

| 1968 | 1975 | 1982 | 1990 | 1999 | 2006 | 2007 | 2012 | 2017 |
| ---- | ---- | ---- | ---- | ---- | ---- | ---- | ---- | ---- |
| 507  | 468  | 431  | 436  | 424  | 436  | 438  | 470  | 447  |

| 2022 | - | - | - | - | - | - | - | - |
| ---- | - | - | - | - | - | - | - | - |
| 428  | - | - | - | - | - | - | - | - |

| selon la population municipale des années : | 1968 | 1975 | 1982 | 1990 | 1999 | 2006 | 2009 | 2013 |
| Rang de la commune dans le département      | 44   | 53   | 74   | 66   | 63   | 71   | 75   | 74   |
| Nombre de communes du département           | 466  | 462  | 462  | 462  | 463  | 463  | 463  | 463  |

### Enseignement
Promulguée, sous la IIIe République (1870-1940) alors que Jules Ferry (1832-1893) était Président du Conseil, la loi du 16 juin 1881 rendit l’enseignement primaire public et gratuit. Elle fut complétée par la loi de 1882 : désormais l’instruction primaire devenait obligatoire de 6 à 13 ans. On précisa que cette instruction devait être laïque et qu’il fallait que les filles aussi en bénéficient. Or ce qui ne devint une réalité dans l’ensemble du territoire de la France qu’à la fin du XIXe siècle, existait à Puycasquier de longue date. On peut même parler d’une tradition scolaire au village. Une école y a été ouverte peut-être depuis le milieu du XVIe siècle. La présence à Puycasquier d’un « régent » (c’est-à-dire en gascon d’un « maître d’école ») est possiblement liée à l’existence d’une communauté protestante. L’obligation faite aux fidèles de connaître et de méditer personnellement la Bible imposant logiquement l’alphabétisation. Le manque d’informations sur la communauté réformée de Puycasquier incite cependant à rester prudent. Il se peut qu’une rupture de continuité scolaire soit intervenue à Puycasquier après la Révocation de l’Edit de Nantes de 1685 qui mit les protestants hors-la-loi et peut-être avant. On sait, par exemple, qu’à l’extrême fin du XVIIIe siècle, il n’y avait pas d’école primaire en fonctionnement à Mauvezin. C’est ce que révèle l’enquête sur les écoles, diligentée avec promulgation de la loi du 3 brumaire an IV (25 octobre 1795). Ce qui est sûr, c’est qu’en 1619, une école fonctionnait effectivement à Puycasquier. Au XIXe siècle, les dépenses pour l’entretien des locaux scolaires et les dépenses liées à la résidence des enseignants occupaient une part importante du budget de la commune. En 1866 les habitants de Puycasquier pouvaient suivre un cours d’adultes pour s’instruire. En 1869, en avance sur beaucoup de communes, une maison d’école pour les filles était en place. En 1870, à l’occasion de travaux à la halle, les lieux d’aisance de l’école communale qui se trouvait à l’étage de la mairie furent reconstruits. Ce qui explique vraisemblablement la présence aujourd’hui de toilettes publiques contre le mur de l’église, non loin de l’entrée de la même mairie. En février 1872, compte tenu d’un nombre croissant d’élèves, il fallut trouver de nouveaux locaux et la municipalité conclut avec un certain M. Rivière un contrat de location pour disposer d’une salle de classe supplémentaire. Mais cette même année Puycasquier continua à être à l’avant-garde en acceptant de confier les écolières du village à une institutrice « laïque ». C’était une chose assez rare, dans la mesure où l’on jugeait alors qu’il était préférable que les filles aient une religieuse pour institutrice.

### Manifestations culturelles et festivités
Des traditions de dévotion particulières au sanctuaire de Gaillan :
Origine
La procession que font traditionnellement les habitants de Puycasquier à l’église de Gaillan, le 27 avril (ou le dimanche le plus proche de cette date) commémore la fin –considérée comme miraculeuse- d’une épidémie de peste. Plusieurs questions se posent :
Mais plusieurs points restent imprécis.
D’abord, s’agissait-il exactement de la « peste » ? En effet, ce mot était employé, de façon indifférenciée, jusqu’au XVIIIe siècle, pour désigner toutes les épidémies et, en tout cas, tout type de maladie contagieuse largement répandue et assez systématiquement meurtrière, qu’il s’agisse ou non effectivement de la peste (propagée par le bacille de Yersin) (source : à ce sujet voir Mazéret (Ludovic), « La peste en Gascogne », Bulletin de la Société Archéologique du Gers, 1908, 4e trim., p. 276 et suiv. et p. 280-292 et 1909, 1er et 2e trim., p. 22 et suiv., p. 101 et suiv., p. 376.).
Ensuite, à quelle date précisément s’est produite cette catastrophe ? Le livre de référence sur l’histoire de l’église de Gaillan et des traditions qui s’y rattachant, écrit par le chanoine Monlezun, en 1857, reste dans le vague. Il évoque, en effet, seulement l’époque « des derniers Valois » pour situer l’épidémie. Ce qui chronologiquement correspond aux règnes de François II (1559-1560), Charles IX (1560-1574) et Henri III (1574-1589). Ce qui correspond, en gros, à la période des guerres de religion (1562-1598). Or, en l’état présent de la documentation, on ne trouve pas d’autre mention d’une épidémie de « peste » ayant eu lieu, à Puycasquier, alors. Par contre, le même auteur signale, en s’appuyant sur un registre paroissial ancien, en latin, répertoriant les sépultures (registre obituaire), des faits correspondant, sans aucun doute, à une période de « contagion » pour reprendre le vocabulaire ancien. Il rapporte, en effet, qu’en raison certainement de leur trop grand nombre et de la crainte que les cadavres « pestiférés » suscitaient, tous les défunts n’ont pas pu avoir une cérémonie religieuse, ni même un enterrement dans les règles au cimetière. Or de tels faits sont mentionnés à deux reprises. D’abord, en 1632. À cette date, « plusieurs morts furent enterrés dans les jardins, dans les bois, dans les terres incultes. Une femme, nommée Frise fut ensevelie dans son jardin par son propre mari, comme le rapporte, en ces termes le registre : « quam maritus in horto sepelivit ». Ensuite, il est noté que, le 26 mars 1653, est décédée Anne Caubet, « enterrée au cimetière, sans aucune cérémonie de l’église, par sa propre mère, parce qu’on soupçonnait qu’elle était morte de la peste » (« 1653, 26ma Martii, obiit Anna Caubet, sine ullis ecclesiae coeremoniis in cemeterio ab ipsa matre sepulta quod peste periisse non nulla suspicio foret ». Le chanoine Monlezun ne signale pas, à cette date de 1653, d’autres décès en grand nombre. Anne Caubet a-t-elle donc été une victime « unique », celle d’une erreur de diagnostic et des conséquences de la terreur qu’avait suscitée l’épidémie de 1632, si bien que sa mère avait dû elle-même faire le fossoyeur au cimetière ?
L’appauvrissement des habitants de Puycasquier décelable au début du XVIIe siècle, s’est traduit certainement par une baisse des rations alimentaires et de la qualité de celles-ci, en particulier pour les plus modestes. La malnutrition, en affaiblissant les organismes, les rend plus facilement sujets aux maladies et aggrave aussi les conséquences de celles-ci. Ce serait un argument, ajouté à ce que révèle le registre obituaire mentionné par le chanoine Monlezun, pour placer « la grande épidémie » de Puycasquier au début du XVIIe siècle, soit en 1632, soit en 1653 éventuellement (source : Monlezun (Jean-Justin), Notice historique de Notre-Dame de Gaillan, Imprimerie J.-A. Portes, Auch, 1857 (réimpression Lacour-Éditeur, Nîmes, 1992), p. 4 et p. 24) Ce qui est à peu près sûr, c’est qu’il y a eu, à Puycasquier, à l’occasion d’une épidémie dévastatrice ou peut-être à la suite d’épidémies répétées, un élan de ferveur religieuse dont une procession à Gaillan a été la concrétisation dans le contexte de la Contre-Réforme. Une preuve en est fournie par la consécration, face à la chapelle de la Vierge, dans l’église de Gaillan, en 1604 (selon l’inscription toujours présente de nos jours qui s’y trouve) d’une chapelle dédiée à saint Barthélemy, dont le nom évoque immanquablement le massacre des protestants à Paris, le 24 août 1572, alors que la Réforme était présente en Fezensaguet et à Puycasquier à l'époque des guerres de religion (source : Philip de Barjeau (Jean), Le protestantisme dans la vicomté de Fezensaguet, L. Cocharaux, Auch, 1891 (réédition revue et augmentée, par les Amis de l’Archéologie et de l’Histoire, Mauvezin 1987), p. 97-98).
- le chanoine Jean-Justin Monlezun signale, au milieu du XIXe siècle, l’existence d’une coutume qu’il décrit comme — très ancienne et très populaire —. Le 5 février, fête de sainte Agathe, une messe était célébrée à Gaillan. Il s’agissait de demander au Ciel protection et assistance pour les champs et les futures récoltes. Compte tenu des activités agricoles prédominantes alentour, l’assistance, forcément motivée, était toujours nombreuse. Il y avait au moins un membre de chaque famille du village. Avant la messe, le curé bénissait les pains apportés par les fidèles, chacun pour leur famille respective. Après la messe, les uns et les autres reprenaient leur pain. Ce pain bénit était ramené à la maison et on le partageait en morceaux que l’on enfouissait de loin en loin dans les champs en les surmontant d’une petite croix, faite le plus souvent d’une grosse épine repliée sur elle-même ;
- à l’occasion de la procession annuelle du 27 avril (ou du dimanche le plus proche de cette date) de Puycasquier à la chapelle de Gaillan, des bouquets de violiers (fleurs qui poussent traditionnellement à Gaillan et dans les remparts du village et qui sont connues à partir du milieu du XIVe siècle) sont bénis avant la messe. Ces fleurs sont ramenées dans les maisons et précieusement conservées, au fur et à mesure qu’elles sèchent, car elles sont réputées étendre sur la maison et ses habitants les bienfaits de la Vierge de Gaillan. En effet, La tradition orale rapporte que lors de la première procession à Gaillan qui fut l’occasion du miracle de la fin de l’épidémie de peste, un second miracle se produisit, car, comme on installa la statue de Marie dans la chapelle, les violiers qui se trouvaient là, se mirent à fleurir tout d’un coup. De plus, on venait de toutes les paroisses environnantes participer à la procession du 27 avril. Chaque paroisse avait sa bannière et parfois même son propre instrument de musique pour accompagner les chants particuliers à Notre-Dame de Gaillan (ainsi Crastes arrivait avec son accordéon) ;
- le 8 septembre où l’on fêtait la nativité (ou date d’anniversaire) de Marie, mère du Christ, la tradition voulait que l’on amène à la chapelle de Gaillan les enfants, afin qu’ils soient bénis, avant la célébration de la messe, et bénéficient de l’assistance et de la protection de la Vierge pour grandir en bonne santé et dans les meilleures conditions et dispositions. Cette coutume était encore en vigueur à la fin du XXe siècle.

### Sports
Un boulodrome se trouve à l’entrée du village, côté sud, à l’est. Sans concession esthétique, son enveloppe de parpaings bruts ne le rend pas immédiatement et facilement séduisant certes ; mais, pour le moins, sa présence atteste de la continuité d’une tradition sportive à Puycasquier. Elle est illustrée dès le début du XXe siècle, par l’équipe de rugby, formée par les jeunes gens du village, dont on conserve la photographie. Le boulodrome occupe l’emplacement d’un ancien petit bois de lauriers qui a permis à plusieurs générations de jeunes Puycasquiérois de pratiquer l’ « acrobranche » et autres activités « naturo-ludiques », avant que l’on ne les permette ou ne les invente officiellement et sans risques. Surtout là se trouvait le terrain de basket, en plein air, aménagé dans les années 1960, lors de la construction de la « nouvelle » école à proximité (à l’arrière du poids public (ou « bascule ») et au pied de l’ancien foirail. Depuis les années 1980, les basketteurs et les basketteuses du « Ralliement » (l’association qui fédère les activités sportives de Puycasquier) disposent d’un terrain en salle dans la « nouvelle » salle des fêtes. Celle-ci fait partie du lotissement qui a donné une nouvelle et récente extension du village du côté ouest[réf. nécessaire].

## Économie

### Revenus
En 2018 (données Insee publiées en septembre 2021), la commune compte 193 ménages fiscaux, regroupant 402 personnes. La médiane du revenu disponible par unité de consommation est de 19 820 € (20 820 € dans le département).

### Emploi
|                | 2008  | 2013   | 2018  |
| -------------- | ----- | ------ | ----- |
| Commune        | 8,7 % | 10,8 % | 8,7 % |
| Département    | 6,1 % | 7,5 %  | 8,2 % |
| France entière | 8,3 % | 10 %   | 10 %  |

En 2018, la population âgée de 15 à 64 ans s'élève à 262 personnes, parmi lesquelles on compte 78,7 % d'actifs (70 % ayant un emploi et 8,7 % de chômeurs) et 21,3 % d'inactifs,. En 2018, le taux de chômage communal (au sens du recensement) des 15-64 ans est supérieur à celui du département, mais inférieur à celui de la France, alors qu'il était supérieur à celui de la France en 2008.
La commune fait partie de la couronne de l'aire d'attraction d'Auch, du fait qu'au moins 15 % des actifs travaillent dans le pôle,. Elle compte 78 emplois en 2018, contre 85 en 2013 et 87 en 2008. Le nombre d'actifs ayant un emploi résidant dans la commune est de 186, soit un indicateur de concentration d'emploi de 41,9 % et un taux d'activité parmi les 15 ans ou plus de 56,3 %.
Sur ces 186 actifs de 15 ans ou plus ayant un emploi, 53 travaillent dans la commune, soit 29 % des habitants. Pour se rendre au travail, 89,3 % des habitants utilisent un véhicule personnel ou de fonction à quatre roues, 1,1 % les transports en commun, 1,6 % s'y rendent en deux-roues, à vélo ou à pied et 8 % n'ont pas besoin de transport (travail au domicile).

### Activités hors agriculture
40 établissements sont implantés à Puycasquier au 31 décembre 2019. Le tableau ci-dessous en détaille le nombre par secteur d'activité et compare les ratios avec ceux du département,.
| Secteur d'activité                                                                                        | Commune | Commune | Département |
| Secteur d'activité                                                                                        | Nombre  | %       | %           |
| --- | ------- | ------- | ----------- |
| Ensemble                                                                                                  | 40      |         |             |
| Industrie manufacturière, industries extractives et autres                                                | 5       | 12,5 %  | (12,3 %)    |
| Construction                                                                                              | 6       | 15 %    | (14,6 %)    |
| Commerce de gros et de détail, transports, hébergement et restauration                                    | 12      | 30 %    | (27,7 %)    |
| Information et communication                                                                              | 1       | 2,5 %   | (1,8 %)     |
| Activités immobilières                                                                                    | 1       | 2,5 %   | (5,2 %)     |
| Activités spécialisées, scientifiques et techniques et activités de services administratifs et de soutien | 3       | 7,5 %   | (14,4 %)    |
| Administration publique, enseignement, santé humaine et action sociale                                    | 8       | 20 %    | (12,3 %)    |
| Autres activités de services                                                                              | 4       | 10 %    | (8,3 %)     |

Le secteur du commerce de gros et de détail, des transports, de l'hébergement et de la restauration est prépondérant sur la commune puisqu'il représente 30 % du nombre total d'établissements de la commune (12 sur les 40 entreprises implantées à Puycasquier), contre 27,7 % au niveau départemental.

### Agriculture
La commune est dans le « Haut-Armagnac », une petite région agricole occupant le centre du département du Gers. En 2020, l'orientation technico-économique de l'agriculture sur la commune est l'exploitation de grandes cultures (hors céréales et oléoprotéagineuses).
|               | 1988  | 2000  | 2010  | 2020  |
| ------------- | ----- | ----- | ----- | ----- |
| Exploitations | 37    | 25    | 25    | 21    |
| SAU (ha)      | 1 769 | 1 667 | 1 766 | 1 663 |

Le nombre d'exploitations agricoles en activité et ayant leur siège dans la commune est passé de 37 lors du recensement agricole de 1988 à 25 en 2000 puis à 25 en 2010 et enfin à 21 en 2020, soit une baisse de 43 % en 32 ans. Le même mouvement est observé à l'échelle du département qui a perdu pendant cette période 51 % de ses exploitations,. La surface agricole utilisée sur la commune a également diminué, passant de 1 769 ha en 1988 à 1 663 ha en 2020. Parallèlement la surface agricole utilisée moyenne par exploitation a augmenté, passant de 48 à 79 ha.

## Culture locale et patrimoine

### Lieux et monuments
La commune contient deux monuments historiques et au sein de l'église deux monuments historiques protégés comme objets, répertoriés à l'inventaire des monuments historiques :
- la halle de Puycasquier ; l'ensemble est inscrit depuis le 15 mars 1973[49] (voir "Nouvelle halle") ;
- l'église Saints-Abdon-et-Sennen de Puycasquier : le clocher, le portail et son auvent, les façades et toitures de la nef, sont inscrits depuis le 7 septembre 1977[50] ;
- le retable et son haut-relief : Vierge de Pitié ; l'ensemble est inscrit depuis le 9 août 1985[51] ;
- la cuve baptismale des fonts baptismaux ; l'ensemble est inscrit depuis le 14 juin 1898[52].
- La chapelle Notre-Dame de Gaillan.

#### Monuments historiques

##### L'église Saints-Abdon-et-Sennen
L’église de Puycasquier est placée sous le vocable des saints Abdon et Sennen.
L'église se compose de trois ensembles (ou « vaisseaux ») de cinq travées voûtées d'ogives, terminées par un chevet plat. Au sud, le bas-côté [la portion le plus à l’extérieur de la partie centrale] donne sur les deux chapelles aujourd'hui dédiées à saint Joseph et à la Vierge dite « de la Pitié » (la chapelle de la Vierge est plus grande que celle dédiée à saint Joseph). Celles-ci sont accolées à la mairie du village.
Objet de nombreux travaux au fil des siècles (Voir Aperçu de l’histoire de Puycasquier), peu de choses subsistent de l’aspect primitif du bâtiment, mais elles présentent un grand intérêt. Il s’agit tout d’abord de la structure (ou « appareil ») des murs extérieurs conçue, semble-t-il en pierre de taille, comme en témoignent la façade occidentale, la base du clocher, ou le mur latéral (ou « gouttereau ») nord, dans une large mesure.
L'église de Puycasquier était sans doute à l'origine un vaste rectangle terminé à l'est par un chœur [partie de l’église où se trouve l’autel, sur lequel est célébrée la messe, à l’autre bout du bâtiment face à l’entrée] rectangulaire. Ce n’est que par la suite que deux chapelles en brique et pierre furent ajoutées au sud. Le mur-pignon [c’est-à-dire le mur extérieur à sommet triangulaire soutenant l’extrémité de la charpente] du chevet [partie extérieure du chœur de l’église, à l’opposé du portail d’entrée, c’est-à-dire à l’est] qui est plat a été l'objet de nombreux remaniements.
Très large, il est construit pour une large part dans un petit appareil de pierre calcaire. La partie centrale, qui mêle pierre et lits (ou couches) de brique, a été restaurée, tandis que la partie supérieure a été surélevée au début du XXe siècle lors de la construction des voûtes. Aux extrémités latérales, les bas-côtés [ou passages les plus à l’extérieur] étaient sans doute éclairés par une petite ouverture en plein cintre [c’est-à-dire avec un demi-cercle au sommet] aujourd'hui murée.
Il y a une fenêtre centrale, légèrement décalée vers le nord, et assez décorée [selon le vocabulaire des spécialistes : « elle se compose de deux lancettes trilobées séparées par un meneau de pierre prismatique, surmontées dans les angles de mouchettes et au centre de deux quadrilobes superposés inscrits dans un soufflet »]. Cette fenêtre n'occupe pas son emplacement d'origine et elle a certainement été replacée là ultérieurement. Elle pourrait appartenir au XVe siècle ou au début du XVIe siècle. Le portail ouest, entrée principale de l’église, est assez bien conservé.
Il repose sur une banquette de pierre qui longe la façade. Trois voussures [ou arcades] très brisées [c’est-à-dire formant un angle aigu] sont soutenues par de fines colonnettes surmontées de chapiteaux feuillagés dédoublés. Le linteau [c’est-à-dire le support transversal] en forme d’arc segmentaire repose sur deux consoles situées dans l'embrasure de la porte. Elles sont très abîmées, de même que la console nord à la base de l'archivolte [c’est-à-dire l’extrémité des éléments décoratifs de l’arcade]. Au tympan [c’est-à-dire au centre du demi-cercle voûté au-dessus du portail], un dais [c’est-à-dire un petit auvent] finement ouvragé surmontait une statue aujourd'hui disparue.
Elle reposait sur un socle toujours en place. Ce portail appartient sans nul doute à la première moitié du XIVe siècle, période durant laquelle ont été réalisés de nombreux portails du même type. La partie la plus intéressante du clocher est sa base, de plan carré, construite dans une belle pierre calcaire de moyen appareil. Comme dans de nombreux clochers de bastides gersoises, on retrouve donc une base carrée en pierre surmontée d'une partie octogonale plus ou moins élevée, en brique ou en pierre.
Le rez-de-chaussée de ce clocher est également voûté d'ogives, élément précieux pour dater la construction. Les voûtes d'ogives quadripartites (c’est-à-dire en 4 parties) sont très massives et supportent le poids du clocher. Les nervures, constituées d'un méplat (c’est-à-dire d’une surface plane) entouré d'un cavet (c’est-à-dire une moulure) concave lui-même bordé d'un méplat plus large sont en pierre de taille, tandis que les voûtains (c’est-à-dire petites voûtes insérées dans les nervures), dont l'un a été abattu pour laisser le passage aux cloches, sont en briques. La clef de voûte circulaire présente un motif circulaire pris dans un cercle.
La structure arquée supportant le clocher laisse envisager une construction de la deuxième moitié du XIVe siècle. La base du clocher est donc vraisemblablement une ancienne tour de guet avec meurtrières adjointe à une église fortifiée, plutôt que le reste du donjon d’un château-fort, comme l’affirme la tradition orale [Excursion d’été de la Société archéologique du Gers, à Puycasquier, août 2014 : conférence de Jacques Lapart, conservateur des antiquités et objets d'art du Gers à la D.R.A.C-Toulouse-Midi-Pyrénées, secrétaire de la Société archéologique du Gers].
Au-dessus, cette base est coiffée de deux étages octogonaux de brique bien postérieurs et dans un style très toulousain d’où il est possible d’accéder à une remarquable plate-forme panoramique [mais la chose est dangereuse et donc interdite au grand public].
Le baptistère
Ce baptistère est représentatif de l’art médiéval le plus ancien, celui du « Haut Moyen âge » (Ve – VIe siècle). Il constitue un exemple assez exceptionnel des premières formes de l’art roman (« art roman primitif » pour les spécialistes). La cuve en plomb présente un décor qui symbolise, de façon imagée ou allégorique, l’essentiel du message du christianisme. Il montre un pél1can. Cet oiseau est traditionnellement considéré comme une image du Christ. En effet, les petits pélicans mangent les poissons que leur apporte leur « père » dans la grande poche que les pélicans mâles ont sous le bec.
Dans les temps anciens où l’on connaissait encore mal cette espèce, on pensait que les petits pélicans mangeaient non pas de cette réserve de nourriture mais des entrailles mêmes de leur « père ». Ainsi le pélican avait la réputation de se sacrifier en donnant son propre corps à manger à ses enfants pour qu’ils puissent survivre, comme Jésus Christ, l’avait fait, en acceptant de mourir, sur la croix, sous la torture à la suite d'une condamnation injuste, pour sauver l’humanité de l’anéantissement dans le Mal. Sur le baptistère, le pélican délivre des « fruits » de grâce et de salut sous la forme de fruits et guirlandes ou « rinceaux » de feuilles sculptés. Ce pélican est attaqué par le sagittaire qui représente l’esprit du Mal.
Il est défendu par le lion qui incarne, lui, la force énergique et la volonté de garder la bonne doctrine. Cette ornementation est un peu endommagée par des empreintes de plâtre. Ce sont les restes d’un enduit passé pour relever les motifs en les moulant. Elle comporte deux zones d'ornementation séparées par une frise évoquant une rangée de grosses perles. Les motifs sont dans l'encadrement d'un parallélogramme de 11 cm sur 28 cm, répété 14 fois. Le classement de cette Cuve baptismale, comme celle de l’église font du centre de Puycasquier un secteur « protégé ». Ce qui impose la consultation des autorités compétentes en matière de Sauvegarde du Patrimoine avant d’effectuer des travaux et oblige à se conformer à des normes strictes pour les réaliser.
Le retable
Il s’agit d’un grand relief représentant une Pieta [c’est-à-dire Marie, recueillant le cadavre de son fils Jésus, au pied de la croix] avec à l’arrière-plan, un paysage en bas-relief. Réalisé à la fin du XVIIIe siècle, il est fait de bois polychrome [c’est-à-dire peint] et doré. Très malheureusement, faute d’avoir connu et respecté les implications du statut de « Monument historique » de cette œuvre, une restauration –certes, résultant d’intentions louables et pleines de bonne volonté- ¬ a causé de très graves dégâts, qui ont dénaturé et dégradé pratiquement irrémédiablement ce retable.
Le trésor
Constitué par l’ensemble des objets de culte et éléments de mobilier de l’église. Les plus anciens datent du XVe siècle. Il s’agit d’une grande croix d’argent dont on conserve le « bon de commande » à savoir : « le 25 janvier 1465, Périnet Clémentis argentier [c’est-à-dire orfèvre spécialisé en argenterie] de Toulouse promet à Dominique Peyrusse et à Jean Dupuy, ouvriers [il s’agit ici des responsables laïcs de l’entretien de la paroisse et non de travailleurs manuels] de l’église paroissiale de Puycasquier diocèse d’Auch, de faire une croix d’argent, pesant 12 marcs, entre N. Dame et St-Jean, au-dessus du crucifix, la Trinité et au-dessous St-Jacques au lieu de Lazare et de l’autre côté, au milieu N. Dame de Grâce avec l’enfant et aux extrémités les 4 évangélistes ; enfin sur le pommeau, entre 4 piliers, l’image de 6 apôtres émaillés. Délai : 8 jours avant Pâques. Les ouvriers fourniront 12 marcs d’argent travaillé. Parmi les témoins Bernard de Molinier, recteur d’Aignan et Danier de Saint Valier, peintre de Toulouse »,

#### Autres monuments

##### Monuments disparus
Le Temple
Ce lieu de culte protestant (ou réformé) était situé sur la Grand’ rue, du côté du Midi, presqu’à l’extrémité ouest de la ville vers Fleurance. On y avait bâti quelques maisons qui sont appelées le « quartier du Temple ».
Il fut démoli entre le 6 et le 7 juillet 1685, dans le cadre des opérations de répression du protestantisme qui précédèrent la Révocation de l’Edit de Nantes, par Louis XIV, le 18 octobre 1685. L’opération fut menée, sur l’ordre de l’intendant de Montauban, Monsieur de la Berchère. Il fut transmis par le Père Jacques Ducasse, curé catholique de Puycasquier, au juge en la vicomté de Fezensaguet à Mauvezin, Jean Silvestre de Mauléon Darquier qui vint en personne faire exécuter la destruction.
Le pasteur Rouffignac exerçait alors son ministère parmi les réformés de Puycasquier, avant d'émigrer en Angleterre. C’est l’un des responsables de cette communauté (ou « Ancien »), à savoir Paul Calas qui dut apporter la clé du temple au juge qui était là pour surveiller le travail des démolisseurs. Le procès-verbal de cette démolition donne un aperçu du bâtiment disparu : étaient gravés sur la porte les caractères suivants : « M. D./.MAY 1599 ». Cette date est à mettre en relation avec les dispositions de l’édit de Nantes promulgué par Henri IV en 1598. Ce texte qui marqua la fin des guerres de religion (1562-1598) prévoyait que l’on pourrait continuer à célébrer le culte réformé là où il avait déjà été célébré auparavant.
Dans le temple lui-même se trouvait : « une chère [chaire] de bois fort uzée qui pouvoit avoir servi au ministre pour y dire le preche [c’est-à-dire faire sa prédication] et y enseigner les erreurs de la R.P.R ». Cette abréviation signifie « Religion Prétendue Réformée » : manière méprisante de la part des catholiques pour désigner le protestantisme ; ce qui démontre bien de quel côté (anti-protestant) se trouvait le rédacteur de ce texte. Il rapporte également qu’une grande rcoix fut plantée sur l'ancien emplacement du temple, après célébration d’une messe solennelle et d’une procession en grande pompe, selon les usages catholiques.
Le tableau du général de Mauléon
Aux Archives diocésaines, conservées à Auch dans le dossier des « anciennes archives : correspondance », on signale que le général de Mauléon à son retour d’Espagne a donné à l’église de Puycasquier, en 1814, un tableau qu’on dit être du célèbre peintre espagnol Bartolomé Esteban Murillo (1617-1682). En 1863, le tableau a été emporté à Paris par un certain Monsieur Cassaigne, 16 rue de Sèze, à Paris. Un courrier daté de Paris, le 19 septembre 1866 indique que le tableau a été déposé au musée du Louvre et précise que ce n’est point un original mais une ancienne copie d’après Murillo représentant l’Assomption. Il est estimé de 3 ou 400 francs (il s’agit de francs dits « Germinal » qui eurent cours jusqu’aux années 1920). Mais si ce tableau n’était pas de très grande valeur, il ne revint pourtant pas à Puycasquier et, à ce jour, sa trace n’a toujours pas été retrouvée dans les réserves du Musée du Louvre.
Au cimetière de Gaillan, reposent les restes de Joseph Lambert, vicomte de Mauléon, décédé vers 1780. Il appartenait à la très ancienne famille des seigneurs de Saint-Sauvy et Sérempuy. Il était de sang royal puisque descendant de Dagobert (vers 602-vers 639), arrière-arrière-petite-fils de Clovis et donc membre de la plus ancienne famille royale de France, celle des Mérovingiens.
L’arbre de la liberté
Puycasquier est l’une des rares communes du département du Gers qui ait eu l’honneur de posséder le chêne de la Liberté.
Planté en 1848 pour fêter l'avènement de la Seconde République, à la suite de la révolution de février 1848 qui mit fin au régime de la monarchie de Juillet (correspondant au règne de Louis-Philippe 1830-1848). Ce nouveau régime a rencontré de forts soutiens dans le Gers. À l’annonce du coup d’État de Louis-Napoléon Bonaparte (Napoléon III) qui remplaça la Seconde République par le Second Empire (2 décembre 1851), une très violente manifestation de protestation de paysans se déroula à Auch, le 4 décembre. Des insurrections furent signalées dans d’autres villes du département, notamment à Mauvezin. Cet arbre avait été planté en plein centre du village, contre la Halle, à droite des marches. Il a dû malheureusement être abattu vers 1965 en raison des risques encourus par les piliers de la Halle, face Ouest, sous lesquels de grosses racines ont provoqué des lézardes importantes.
La « Zerlinière »
C’était une belle villa de style « Art Déco » située à l’entrée du village côté Ouest, à gauche de la route en venant de Fleurance. La famille Solirène, présente de longue date dans l’histoire de Puycasquier y venait en vacances. On peut penser que ce nom de « Zerlinière » faisait référence au personnage de Zerlina du célèbre opéra de Mozart Don Giovanni qui en chante l’un des plus beaux airs : « là ci darem la mano… ».
À l’emplacement de cette villa qui tombait en ruines à la fin du XXe siècle se trouvent désormais un lotissement et un espace vert de récréation pour les enfants. Quelques soubassements de la « Zerlinière » y sont encore visibles.
Les moulins
En mai 1648 le consul Abadie fait loger 4 soldats dans le moulin à vent de Samuel Delong, juge-mage, le mettant à l'arrêt : les soldats ne supportant pas qu'il fonctionne tant qu'ils y demeurent. Du coup la clientèle se reporte sur un moulin contigu, appartenant au frère du consul, Pierre Abadie. Samuel Delong dénoncera ce stratagème.
Jusqu’au milieu du XXe siècle, deux moulins à vent restaient encore debout à Puycasquier.
Ils se trouvaient du côté nord du village. C’étaient :
- le moulin de la Porte était situé au niveau du transformateur sur la hauteur à l’entrée du village (Document de référence : CPA Puycasquier Le moulin)
- le moulin d’Arlens (ou Arleins) était situé aux environs du lieu-dit « Le Ragoulet ». Il est mentionné comme lieu de la prise de vue d’une carte postale ancienne montrant un panorama du village côté Nord

La tradition orale fait état d’un troisième moulin dit « de Saint-Pé » mais qui se trouvait en dehors du château du même nom, sur la crête, approximativement au-dessus du lieu-dit « La Pouyette ».
La maison du colonel Trepsat
Elle était située à l’emplacement de l’actuel atelier de mécanique Bergès. Il subsiste quelques arbres du parc. Cette imposante maison a été détruite lors d’un incendie fin des années 1950-début des années 1960. Elle semble être absente sur la carte postale montrant une vue générale aérienne en couleurs du village qui doit dater de la fin des années 1950.

##### Monuments actuels
« Nouvelle » halle
Telle qu’elle est aujourd’hui, la halle a été terminée vers 1922. Elle est venue remplacer celle du XIVe siècle. Comme cette dernière, elle est, de façon originale, accolée à l’église à laquelle elle procure ainsi un vaste auvent. Cette nouvelle halle reprend en partie les caractéristiques de celle-ci. On sait, en effet, de l’ancienne halle qu’elle était: « construite en bois, de belle charpente dont les supports [étaient] décorés d'élégantes consoles en encorbellement ». C’est-à-dire que le haut des piliers de soutien était orné de motifs décoratifs. On aperçoit un peu l’ancienne halle dans une carte postale datant du début du XXe siècle (CPA vue grand’rue clocher et halle dans son état ancien du côté ouest)[réf. nécessaire]
Ce qui a changé (source des informations qui suivent: 
- dans l’ancienne halle, une tribune (c’est-à-dire une sorte de balcon) surmontait l’entrée de l’église. Les soliveaux (c’est-à-dire les petites poutres sur lesquelles reposaient la tribune) portaient à leur extrémité le même type de décoration que celui du haut des piliers ;
- l’ancienne halle comportait dans sa partie supérieure, le logement du juge de paix dont la présence était la conséquence, selon l’organisation administrative de la France d’après 1789, du statut de chef-lieu de canton. Ce logement était « accolé à l’église, au-dessus du tambour ».

Les plans de la nouvelle halle sont dus à un architecte d'Auch, l'un des meilleurs de l'époque: Mr. Francou. Elle fut donnée en adjudication par le maire Mr. Jean Lacoste et son Conseil Municipal. Ce fut Mr. Sans, Maître Charpentier qui l'emporta. Il mit sur le chantier une équipe d'habiles ouvriers en majorité italiens (CPA travaux de réfection de la halle vus de l’Est et CPA travaux de réfection de la halle vus de l’ouest). En effet, la nouvelle halle est remarquable par sa très belle charpente, entièrement en bois de chêne avec des poutres uniquement agencées par des chevilles de bois. La taille des éléments qui la composent sont bel et bien « extraordinaires » puisqu’il s’agit de pièces de bois de longue portée, à savoir des poutres-traverses, soutenues par des "fermes" de 15 m. de long, elles-mêmes prolongées par des "fermettes". L'archéologue-ethnologue et directeur des Archives du Gers Mr. Henri Polge (1921-1978) en a fait l'étude sur place, entouré de spécialistes et d'étudiants. Cette structure dégage un vaste espace intérieur où l’on peut circuler facilement. Il était particulièrement adapté à l’installation d’éventaires et à la tenue de marchés. Il servait aussi de piste de danse pour les bals et d’espace de jeu, à l’abri du mauvais temps et du soleil, pour les enfants et les adultes grâce à un espace en terre battue au sud où l’on pouvait jouer aux boules ou aux quilles[réf. nécessaire].
La chapelle de Gaillan
Au sud-est du village, dans un vallon entre deux cours d’eau, le ruisseau de Buguet et l’Auroue, l’édifice qui existe aujourd’hui date du XIVe siècle. Il occupe possiblement l’emplacement d’un ancien lieu de culte dont on a pu retrouver des vestiges archéologiques de l’époque romaine. Mais peut-être y avait-il là aussi une « villa » antique. Par ailleurs, c’est vraisemblablement le site du premier village de Puycasquier (Voir « Aperçu de l’histoire de Puycasquier » et Archives de Puycasquier « La Peste à Puycasquier mais quand ? »). Cette chapelle de campagne frappe par la longueur de sa nef. Cette taille « surdimensionnée » s’explique par le centre de pèlerinage important que constituait l’église de Notre-Dame de Gaillan : son succès et l’afflux de fidèles nécessitant, du coup, un vaste local. L’édifice que l’on peut voir à présent date du XIVe siècle. Il a été agrandi très vite après sa construction. A l’origine, il mesurait 19 mètres de long sur 6 mètres de large et on l’allongea de 6 mètres de plus pour contenir l’assistance, ce qui témoigne de l’existence de manifestations de dévotion de grande ampleur dès cette époque. Une preuve de cet agrandissement, dès le XIVe siècle, est donnée, à l’extérieur de l'église, à l’ouest, le portail, très simple et probablement réalisé par un atelier local, qui a un style caractéristique de cette époque. En pierre, il se compose d'une voussure [ou arcade] reposant aux angles sur deux chapiteaux feuillagés. Un visage barbu au nord, glabre au sud se trouve entouré de deux feuilles de vigne dont les tiges se rejoignent à la base du personnage central, au-dessus de l'astragale. Quant aux colonnettes, elles reposent sur une base située sur la deuxième marche d'escalier. Une archivolte [ou sur-arcade] couronne ce simple décor et prend appui sur deux consoles qui ont malheureusement disparu aujourd'hui, peut-être mutilées, lors d’une campagne de déchristianisation, sous la Révolution, en 1793 (Voir Aperçu de l’histoire de Puycasquier). Le crépissage extérieur des murs et le lambris au plafond à l’intérieur ne permettent que de deviner une structure combinant la brique et la pierre dans son ensemble. On sait que la chapelle a subi des transformations au fil des siècles. Elle était pourvue d'un auvent au Nord qui abritait des sépultures de notables, tandis que les prêtres et les consuls de Puycasquier étaient enterrés dans l'Église elle-même. Il semble que cet auvent ait été détruit en 1793. Bien évidentes sont demeurées les deux chapelles, accolées à la nef. Celle dédiée à Marie, mère du Christ, honorée en tant que Notre-Dame de Gaillan du côté nord et l'autre, en face, au sud, dédiée à Saint-Barthélemy. Cette dernière, d’après une inscription toujours lisible, a fait l’objet de travaux en 1604. On sait également qu’elle fut restaurée en 1863 aux frais d’un particulier. Il est établi également qu’en 1803, on couvrit une partie de la nef. En 1895, un secours de 125 francs fut accordé, par la municipalité pour la consolidation du clocher de l'église : en effet, le contrefort qui soutient le côté nord du clocher s'est effondré et il était situé au milieu de ce qui était désormais le cimetière communal[réf. nécessaire].
La brèche des Anglais
C'est un passage qui traverse la muraille du rempart Sud-est, couvert de 12 m de long sur 3 m de large, supportant une construction. Les parois de ce "tunnel" sont constituées de briques de terre crue mélangée à de la paille. La tradition orale dit qu'au cours de la Guerre de Cent ans, au XIVe siècle. Les Anglais occupant dans le vallon de Gaillan, un lieu-dit « le Godon », vinrent assiéger le village, faisant cette brèche dans le rempart. Il est possible que cette brèche ait été faite au cours des guerres de religion (Voir Aperçu de l’histoire de Puycasquier). Mais il y a des ra.isons de croire que cette brèche date plutôt du XIVe siècle.
Le monument aux morts
Il a été construit pendant l’Entre-deux-guerres, dans les années 1920, pour commémorer les mobilisés de Puycasquier qui ont été tués sur le front pendant la 1ere guerre mondiale (1914-1918). Il ne fait pas état des blessés qui, victimes des combats, moururent, « à l’arrière », dans les hôpitaux où ont les avaient évacués ou, plusieurs années après, des suites des armes chimiques (gaz asphyxiants) ou des conséquences des traumatismes physiques ou psychologiques qu’ils avaient subis. Ne sont pas mentionnées non plus les victimes indirectes de la guerre (femmes, enfants, personnes âgées non « officiellement » mobilisés mais qui en ont subi les conséquences, notamment la terrible épidémie de grippe espagnole de 1918). Le nombre des tués puycasquiérois (29), rapporté à la population globale du village, se situe dans la moyenne des villages du Gers qui, dans leur ensemble, payèrent un lourd tribut à la « Grande Guerre ». Un coq sculpté surmonte la colonne pyramidale dont les faces portent, gravée sur une plaque de marbre, la liste des morts. Ce coq reflète le climat de réconciliation politico-culturelle de l’Après-guerre. En effet, le début du XXe siècle avait été marqué par le violent conflit entre « Laïques » et « Cléricaux » (essentiellement catholiques), partisans pour les premiers et hostiles pour les seconds, à la loi de Séparation de l’Église et de l’État promulguée en 1905. La mobilisation des uns et des autres, y compris des prêtres, pareillement solidaires dans l’horreur des tranchées avait apaisé les esprits. La figure du Coq montrait bien ce nouvel état de choses, puisque « laïques » et « cléricaux » pouvaient, les uns et les autres, se reconnaître dans sa signification. Le coq est à fois un symbole laïc et un symbole à dimension chrétienne. Cet animal est l’emblème de la patrie, de la nationalité française. Mais il est également mentionné dans le récit des derniers moments de la vie du Christ, au chapitre XXVI de l’Evangile de Matthieu, dans le Nouveau Testament de la Bible (Excursion d’été de la Société Archéologique du Gers, à Puycasquier, août 2014 : conférence de Monsieur Jacques Lapart, Conservateur des Antiquités et Objets d'Art du Gers à la D.R.A.C-Toulouse-Midi-Pyrénées, Secrétaire de la Société Archéologique du Gers). On honore particulièrement la mémoire des soldats tués sur le champ de bataille, le 11 novembre (date de la signature de l’armistice de 1918 qui mit fin aux combats), en citant leurs noms, l’un après l’autre, suivis de la formule « mort pour la France » prononcée, ensemble, par toutes les personnes réunies pour la cérémonie. À la liste des tués de la Première Guerre mondiale (1914-1918) sont venus, par la suite, s’ajouter les 5 noms des Puycasquiérois tombés durant la Seconde Guerre mondiale (1939-1945). On mentionne également désormais, lors de la cérémonie du 11 novembre, le nom des tués pendant la guerre d’Algérie (1958-1962). Ce monument est un repère pour retracer l’évolution de la partie est du village. La carte postale ancienne intitulée « Puycasquier, avenue du Picadé » montre les lieux tels qu’ils étaient avant les années 1920. L’absence du monument aux morts à l’arrière-plan permet de l’affirmer. La carte postale ancienne du Monument aux Morts, quant à elle, date très probablement des années 1920-1930 puisque n’y figure pas la liste des « morts pour la France » de 1939-1945, ni ceux de la guerre d’Algérie. Par ailleurs, à l’arrière-plan de ces deux vues, on aperçoit un assez vaste espace dégagé. Il s’agit du foirail, lieu où se tenait, jusqu’à la fin des années 1950, le marché aux bestiaux. Sur la carte postale en couleurs qui présente une vue aérienne du village prise de l’est, on peut distinguer à l’extrémité du « foirail » les barres auxquelles on attachait les animaux. Pour abreuvoir, ils avaient la mare ou « flaque » qui se trouvait en face. Elle est aujourd’hui comblée et forme une esplanade servant de parking à l’intersection du chemin du nord et de la rue principale. Les lieux ont beaucoup changé, en effet. A l’emplacement du foirail, a été bâti le Nouveau presbytère, faisant face à l’Ancien presbytère. On peut voir sur la façade de ce dernier le chrisme (symbole chrétien) qui rappelle que cette maison était la résidence du curé de la paroisse. Le Nouveau presbytère n’existe plus en tant que tel maintenant. Le bâtiment accueille désormais l’une des salles de classe de l’école ainsi que la bibliothèque municipale[réf. nécessaire].
Les puits
Il subsiste à Puycasquier trois puits publics qu’il faut considérer comme des monuments du patrimoine, comme le met en évidence l’« Inventaire des monuments hydriques en Gascogne », effectué de mars 1997 à juillet 1998, à l’instigation de la société archéologique du Gers. Le premier se trouve place de la Mairie. Un second est situé en contrebas du « chemin vert » ou chemin de ronde du côté Sud. Le troisième se trouve du côté nord-ouest du village et on peut le voir également en suivant le chemin de ronde.
L’église du village et la chapelle de Gaillan
En 1604, à Gaillan, des travaux furent effectués, supervisé par Jean Solirène, nommé syndic par les habitants. Ceci occasionna une demande de prêt auprès du clergé local « pour procéder à l’édifice de l’emban [ou auvent : en l’occurrence, il devait s’agir d’un porche abrité] de devant de l’église de Gaillan, et aussi pour bâtir et édifier la ferme de ladite église et autres réparations à ladite église nécessaires ». Gaillan avait alors déjà un auvent du côté nord,sous lequel on enterrait certains notables. Jean Solirène, pour sa part, fut enterré, à sa mort, en 1627, dans la chapelle de la Vierge avec ses ancêtres. Gaillan ne possède cependant pas d’ « auban de devant » dont on puisse trouver la trace. On peut supposer qu’au lieu de l’auvent, on allongea plutôt la nef. Celle-ci, en effet, paraît un peu disproportionnée en longueur pour une chapelle de campagne. Mais cette longueur se justifie si l’on considère que Gaillan devint dans les décennies suivantes un centre de pèlerinage important.
Le clocher sur le site haut-perché de Puycasquier attirait forcément la foudre. On sait qu’en 1692, elle le frappa si fort qu’elle le détruisit en grande partie. De gros travaux furent entrepris pour le reconstruire. Au XVIIIe siècle, il faut faire des travaux car les remparts sont en mauvais état. Antoine Soussens, « marchand bourgeois » signale, en juin 1767, que les pierres de la tour qui jouxte son jardin sont détachées et prêtes à tomber sur la maison qu’il construit. Surtout Fabien Abadie, en 1746, fut amené à faire des travaux qui expliquent possiblement la présence aujourd’hui de la « Brèche des Anglais ». La chapelle de Gaillan fut la cible d'une opération de déchristianisation sous la Révolution (Voir : Monlezun (Jean-Justin), Notice historique de Notre-Dame de Gaillan, Imprimerie J.-A. Portes, Auch, 1857 (réimpression Lacour-Éditeur, Nîmes, 1992), p. 11-12). Deux sœurs pieuses purent mettre à l’abri le dernier reste de la statue qui demeura après la dévastation de l'édifice. Elles le conservèrent chez elles dans l’une des maisons anciennes du village. Leur dernière descendante par alliance a tenu à ce que cette relique, après son décès, soit confiée à l’Association des Amis de l’église de Puycasquier, ce qui a été fait en 2012 (Voir: Brégail (G.), « Un révolutionnaire gersois : Lantrac, Bulletin de la Société Archéologique du Gers, 5, 1904, p. 233). D’importants travaux furent également effectués au XIXe siècle. En 1876, la municipalité eût à s’occuper de faire couper les grosses branches des ormeaux malades autour des remparts. L’église et le clocher réclamèrent particulièrement l’attention. En 1834, on répara quatre piliers à l'intérieur de l'église. En 1838-39, la tribune en très mauvais état fut consolidée. En 1846, il fallut construire une nouvelle sacristie. En février 1874, il fallut faire restaurer le clocher. Un secours de 1200 francs est alloué à la commune pour terminer les travaux. Le clocher réclama encore une intervention en octobre 1876 et on le munit d’un paratonnerre en août 1877 et encore en 1885. Au début du XXe siècle, d'autres réparations intervinrent. En 1905, un premier projet de restauration intérieure de l'édifice fut proposé : il s’agissait de reconstruire les voûtes qui primitivement avaient été établies au-dessus d'un lambris. Mais ce projet fut abandonné au profit d'un nouveau, moins onéreux consistant en la restauration des grosses charpentes et en la réfection à neuf de deux travées de la nef à l'est; les travaux furent commencés la même année. Les voûtes ogivales, faites de bois croisillonné recouvert de plâtre et audacieusement cintrées, furent l’œuvre de compagnons charpentiers du pays dont Jean-Marie Délas, son fils Gabriel et Vincent Douyo. En 1908, on répara la toiture et on crépit les murs extérieurs. En 1910-11, on restaura les contreforts du chevet, à l'est et au sud ; en effet, les murs et les piliers étaient décharnés à leur base, laissant leurs fondations visibles sur l'argile. En 1923, on répara la flèche du clocher et le clocher lui-même. Il faut souligner que cet investissement « patrimonial » ne relève pas exclusivement d’une manifestation de piété catholique. Alors que l’on est habitué, en France, depuis la loi de Séparation de l’Église et de l’État de 1905, à une tout autre situation, à Puycasquier, de façon surprenante, il y a bel et bien une étroite imbrication du lieu de culte et des bâtiments « publics », puisque la mairie qui occupe désormais tout le bâtiment de l’ancienne école, est « collée » à l’église. Avec la halle devant elle, depuis la fondation de la bastide, l’église a été d’abord et avant tout, le lieu par excellence du rassemblement et des échanges. Comme la chapelle de Gaillan, l’église de Puycasquier comptait (et compte probablement) moins pour leur signification religieuse que parce que ces édifices constituent bel et bien le cœur de la communauté et d’une certaine façon, ce qui fait l’identité des Puycasquiérois, quelles que soient leurs convictions. Il y a eu une preuve récente de cela. Une association de bénévoles, les «Amis de l’église», mais pas forcément tous pratiquants, ni même croyants a œuvré pour la restauration de l’église paroissiale en 1993 et de celle de Gaillan en 1995[réf. nécessaire].

### Personnalités liées à la commune
- Henri IV (roi de France) (1553-1610) est passé à Puycasquier le 1er juin 1584. En atteste un document promulgué ce même jour, en ce lieu, en vertu duquel est rétabli le culte réformé à Puycasquier. Ce texte est conservé dans les archives du notaire Guillaume Vignaux qui officiait alors au village[66],[67]. La tradition orale rapporte qu'Henri IV « est venu danser sous la Halle de Puycasquier et a dormi dans la belle maison qui lui fait face »[28].
- Alain-Fournier (1886-1914), écrivain. Il passa les six derniers mois de son service militaire dans le Gers et passa à Puycasquier.

### Culture populaire

#### Littérature
Poème en gascon dédié à Puycasquier
Le texte qui suit porte seulement la mention suivante :
« Inscription datée de 1875, relevée sur un monument funéraire au cimetière de Puycasquier »
L’ensemble de l’article est signé des seules initiales « L. A. » qui ne semblent pas être donc celles de l’auteur de ces vers.
« Aïgos-Mortos, lou Grilloun,
Tourrenquès é Miramount
Maraouat é Picasqué
En sét bilos dan Courné./
Picasque, pétito bilo,
Gran clouqué,/

Sé lou clouqué es plen dé paillo,
Touto la bilo es canaillo,/

Sé lou clouqué es plén de hen,
Y a pas que brabos gens/
Qué de cops t’ey cantat, ô moun bèt Picasqué,/

Ta brabromént sétut aou désus de las broumos,/

A l’oumbro que té hen aquéros biellos aoumous,/

Que formon ta courouno é d’oun sort toun clouqué » 
[Traduction :
Aygues-Mortes, le Grillon (?),
Tourrenquets et Miramont,
Maravat et Puycasquier,
Il y a sept [six ?] villes dans [le pays de] Corné / Puycasquier, petite ville,
Grand clocher,
Si le clocher est plein de paille,
Toute la ville est canaille,
Si le clocher est plein de foin
Il n’y a pas que de braves gens,/ Que de fois, je t’ai chanté, O mon Puycasquier
Si bravement assis au-dessus de la brume,
À l’ombre que te font ces beaux ormes
Qui forment ta couronne et d’une certaine façon ton clocher]
Aujourd’hui subsistent seulement, au cimetière de Gaillan, les quatre derniers vers de ce poème, sur la tombe de Louis Solirène (1872- 1932), près du chevet de l’église, au sud-est de l’édifice.

#### Livres et articles de revue récents par des spécialistes
- Christophe Balagna, L’architecture gothique religieuse en Gascogne centrale, Thèse de doctorat en Art et Archéologie, sous la direction de la Professeure Michèle Pradalier-Schlumberger, Université Toulouse Jean-Jaurès, 2000, t. 2 (à vérifier), p. 656- 662 Puycasquier, église paroissiale Saints Abdon et Sennen ; Puycasquier, église Notre-Dame de Gaillan, p. 663-667.
- Georges Courtès, « le XIXe siècle, âge d’or du thermalisme gersois ? » dans Bulletin de la Société Archéologique du Gers, 1er trimestre 1993, p. 83-95 dans la partie de cette étude consacrée aux « stations éphémères » p. 84-85.
- Jacques Lapart et Catherine Petit, Carte archéologique de la Gaule, pré-inventaire archéologique publié sous la responsabilité du Pr Provost Michel (Université Blaise-Pascal, Clermont-Ferrand II) - Le Gers 32, Académie des Inscriptions et Belles-Lettres, Ministère de la Culture –AFAN, Fondation Maison des Sciences de l’Homme, Paris, 1993, p. 107.

Sur "le meurtre du puits" ou Affaire Palazo: voir LARUE (Sylvain), Les grandes affaires criminelles du Gers, Éditions de Borée, 2004, p. 123-125.

#### Ouvrages plus anciens
- Jean-Justin Monlezun, Notice historique de Notre-Dame de Gaillan, Imprimerie J.-A. Portes, Auch, 1857 (réimpression Lacour-Éditeur, Nîmes, 1992). Il s’agit de l’ouvrage d’un des grands connaisseurs de l’histoire de Gascogne : il donne des informations solides et très intéressantes. Mais il appartient au clergé catholique et écrit sous le Second Empire (Napoléon III) à un moment où le catholicisme entreprend de reconquérir des fidèles : ce qu’il écrit est marqué par la volonté de présenter le catholicisme de façon absolument positive sous son meilleur jour uniquement.
- Jean Philip de Barjeau, Le protestantisme dans la vicomté de Fezensaguet, L. Cocharaux, Auch, 1891 (réédition revue et augmentée, par les Amis de l’Archéologie et de l’Histoire, Mauvezin 1987). Rédigé par le descendant d’une vieille famille de confession réformée de Mauvezin, il s’agit du texte d’une thèse de doctorat en théologie protestante. L’esprit « partisan » de l’ouvrage précédent et du suivant n’est pas absent de ce livre, mais il s’agit d’un travail universitaire, obéissant à des exigences de rigueur scientifique : il y a, en particulier, les références précises des sources d’où l’auteur tire ses informations, donc des données incontournables et fiables à y trouver.
- Eugène Rous, « Puycasquier, histoire locale » dans Bulletin du Comité d’histoire et d’archéologie de la province ecclésiastique d’Auch, tome 3, 5e livre, septembre-octobre 1862, p. 389-401. L’auteur était curé de Puycasquier, contemporain du chanoine Monlezun cité précédemment et animé du même état d’esprit, d’autant plus qu’il publie son travail dans une revue d’inspiration catholique. Il s’appuie cependant sur évidente connaissance directe du sujet qu’il traite et sur les sources d’information sûres qu’étaient les registres paroissiaux anciens qu’il avait à sa disposition.

#### Ouvrages généraux
- Georges Courtès (dir.), Communes du département du Gers, vol. I : Arrondissement d'Auch, Auch, Société archéologique et historique du Gers, 2003, 460 p. (ISBN 2-9505900-7-1, BNF 39151085)
- Yvon Montané, De.. Mauvezin et du Fezensaguet, Association Enfance-Jeunesse, Fondation Yvette Vidal-Montané, L'Isle-Jourdain, 2016.

#### Dossiers de synthèse consultables à la mairie
- Camille Teixedo, Dossier Puycasquier no 1, référencé : Dossier Puycasquier 1 Teixido ou "P1 Teixido" dans les notes), ancienne institutrice de Puycasquier, en mai 1992. Il s’agit d’une présentation détaillée des différents éléments du patrimoine du village. Non publié. Document dactylographié déposé et consultable à la Mairie de Puycasquier.
- Marcel Van der Wal, Dossier Puycasquier no 2, référencé : Dossier Puycasquier 2 Van Der Wal ou "P2 Van Der Wal" dans les notes), de Tourrens, entre 1997 et 1998. Il s’agit d’un récapitulatif chronologique des grands faits de l’histoire de Puycasquier, de l’Antiquité à la période de la Révolution (1789-1799) mis en parallèle avec les grands événements de l’histoire de France.Non publié. Document dactylographié déposé et consultable à la Mairie de Puycasquier.